# Gottlieb Duttweiler

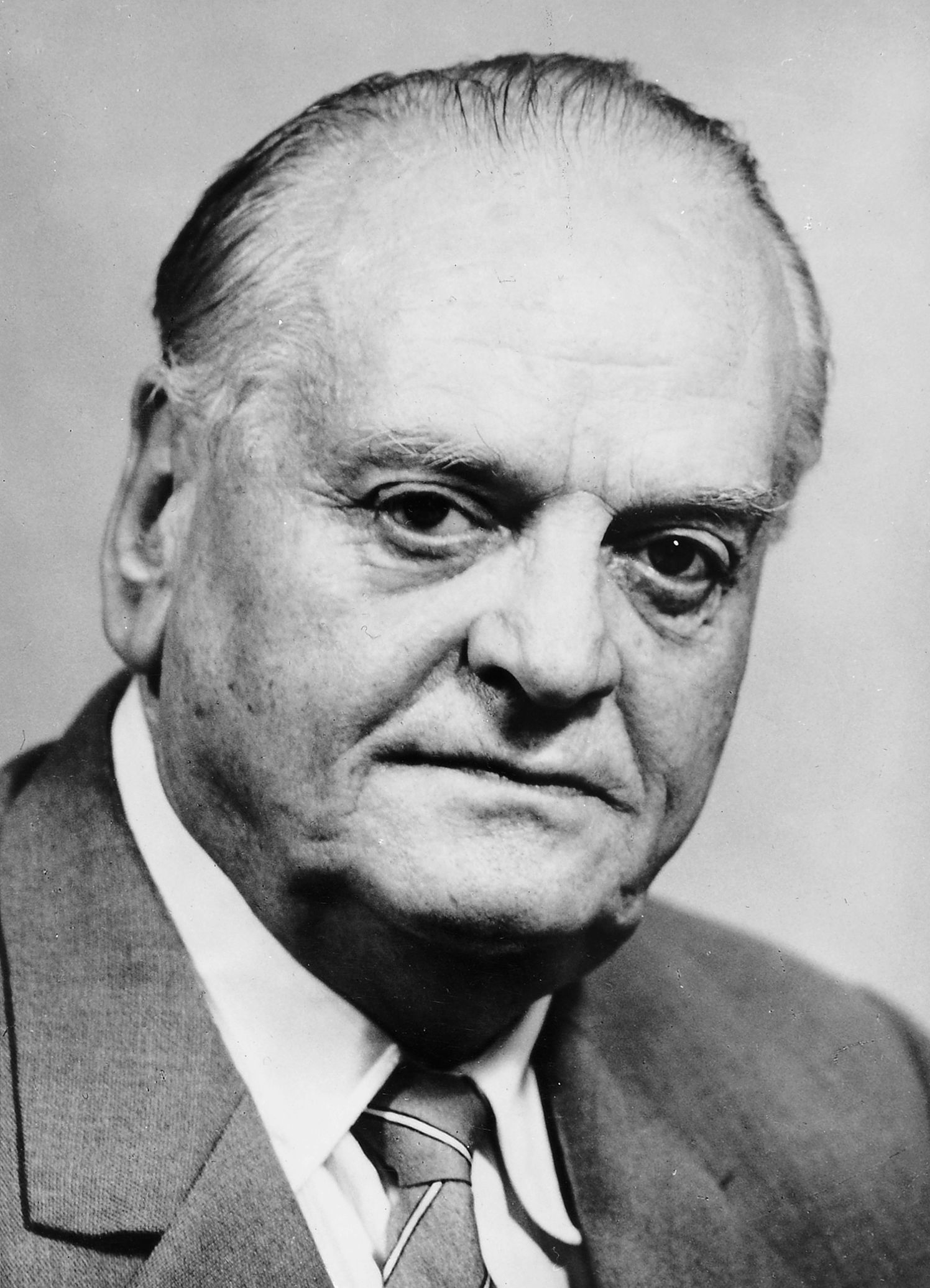
Gottlieb Duttweiler in den 1950er Jahren

Gottlieb Duttweiler (* 15. August 1888 in Zürich; † 8. Juni 1962 ebenda; oft «Dutti» genannt) war ein Schweizer Unternehmer, Politiker, Journalist und Publizist. Bekannt ist er insbesondere als Gründer des Unternehmens Migros, das sich unter seiner Leitung zum Marktführer im Schweizer Detailhandel entwickelte. Ebenso begründete er den Landesring der Unabhängigen (LdU), eine politische Partei im Zentrum des politischen Spektrums.
Ab 1925 veränderte Duttweiler mit der Migros den stark von Kartellen geprägten Schweizer Detailhandel nachhaltig – zuerst mit dem Lebensmittelverkauf von umherfahrenden Verkaufswagen aus, danach auch mit Läden. Sein rascher Erfolg, den er mit deutlich geringeren Kosten und Preisen erzielte, löste bei etablierten Händlern, Konsumgenossenschaften, Verbänden und Markenartikelherstellern heftigen Widerstand aus. Es kam zu Lieferboykotten und zahlreichen juristischen Verfahren, die Duttweiler und der Migros jedoch zu immer grösserer Bekanntheit verhalfen. Mit Nachahmerprodukten legte er den Grundstein für die Produktion von Eigenmarken. Wiederholte behördliche Schikanen (bis hin zu einem zwölf Jahre dauernden Verbot der Eröffnung neuer Filialen) trieben ihn in die Politik. Seine «Liste der Unabhängigen» errang 1935 auf Anhieb sieben Sitze im Nationalrat; ein Jahr später wandelte er diese lose Gruppierung in eine Partei um. Duttweiler zog sich 1940 vorübergehend aus der Politik zurück und sass von 1943 bis 1949 erneut im Nationalrat. Anschliessend gehörte er dem Ständerat an, von 1951 bis zu seinem Tod wiederum dem Nationalrat. Ausserdem war er von 1943 bis 1951 Mitglied des Zürcher Kantonsrates.
Neben seiner unternehmerischen und politischen Tätigkeit entfaltete Duttweiler eine rege publizistische Aktivität. Zunächst verfasste er Flugblätter, die für die Migros und ihre Ziele im Dienste der Konsumenten warben – insbesondere die Verbilligung von Lebensmitteln und die Förderung der öffentlichen Gesundheit. Ab 1927 kamen hunderte von Textinseraten hinzu, die als Zeitung in der Zeitung in mehreren Fremdpublikationen erschienen. 1935 gründete er die Wochenzeitung Die Tat (erschien ab 1939 als Tageszeitung), 1942 die Wochenzeitung Wir Brückenbauer. 1941 wandelte Duttweiler die Migros von einer Aktiengesellschaft in mehrere regionale Genossenschaften um, die über den Migros-Genossenschafts-Bund miteinander verknüpft sind. Dieses «Verschenken» eines florierenden Unternehmens an dessen Kundschaft mittels Ausgabe von Anteilsscheinen ist in der Schweizer Wirtschaftsgeschichte ein einmaliger Vorgang. Duttweiler besass ein ausgeprägtes Sendungsbewusstsein und strebte unter dem Schlagwort «Soziales Kapital» eine freie Marktwirtschaft an, die sich ihrer sozialen Verantwortung bewusst ist. Mit dem 1957 geschaffenen Migros-Kulturprozent sorgte er dafür, dass ein Prozent des jährlichen Umsatzes der Migros für kulturelle und soziale Zwecke verwendet wird. 1962 begründete er das Gottlieb Duttweiler Institut, die erste Denkfabrik der Schweiz.

## Biografie

### Kindheit und Jugend

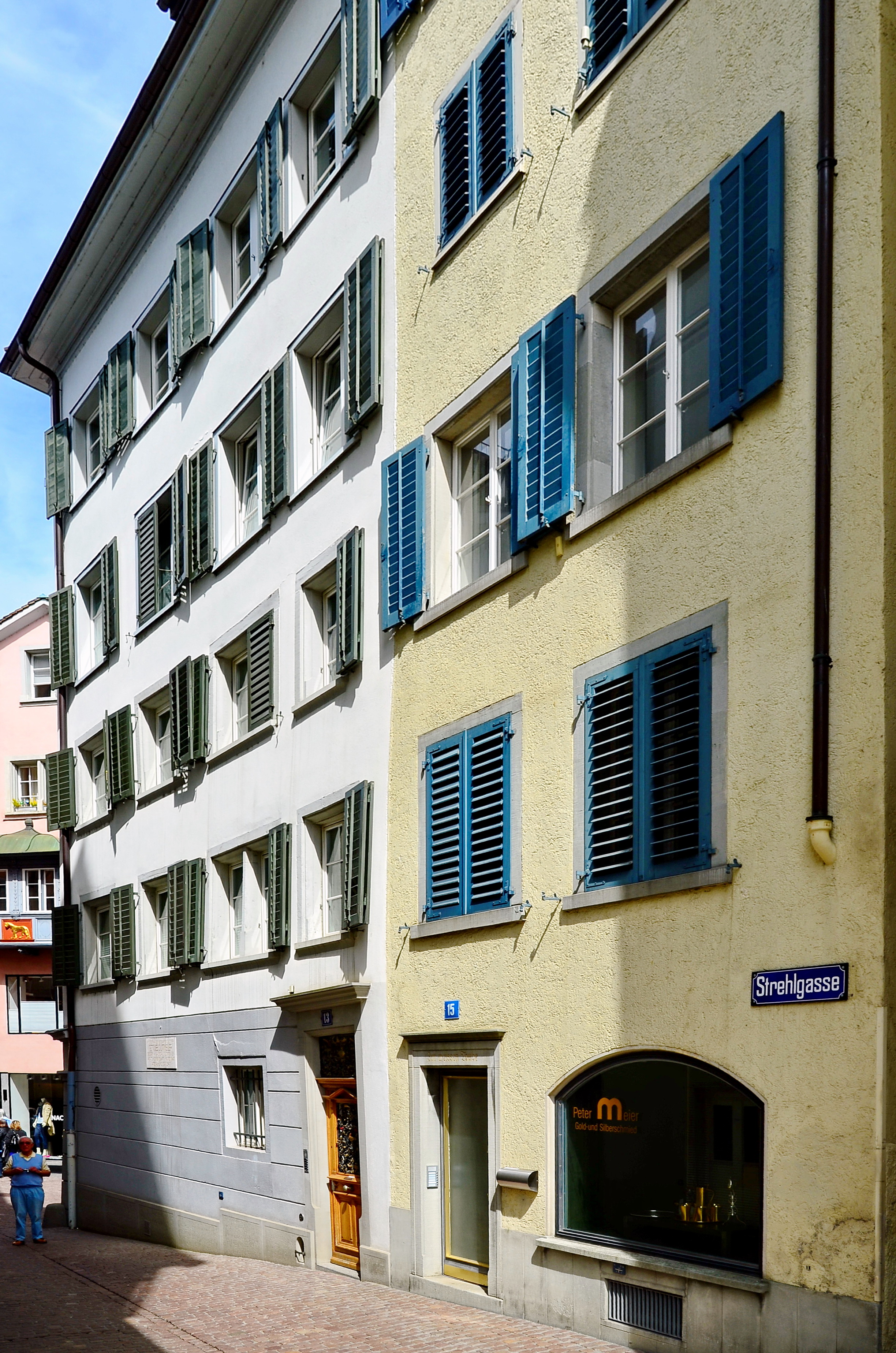
Geburtshaus an der Strehlgasse 13 (links)

Gottlieb Duttweiler wurde am 15. August 1888 im Haus Strehlgasse 13 in der Zürcher Altstadt als drittes von fünf Kindern des gleichnamigen Vaters (1850–1906) und von Elisabeth Duttweiler (geb. Gehrig, 1857–1936) geboren. Er war der einzige Sohn und hatte vier Schwestern. Väterlicherseits war die protestantische Familie seit etwa 1500 in Oberweningen im Zürcher Unterland beheimatet; 1901 liess sie sich in der Stadt Zürich einbürgern. Mütterlicherseits lassen sich die Vorfahren bis Mitte des 18. Jahrhunderts im aargauischen Ammerswil zurückverfolgen. Der Vater hatte zunächst als Gastwirt gearbeitet und war seit 1886 als Verwalter des Lebensmittelvereins Zürich (LVZ) tätig. Unter seiner Leitung trat der LVZ im Jahr 1890 dem Verband Schweizerischer Konsumvereine (VSK), dem Vorläufer von Coop, bei und entwickelte sich zur zweitgrössten Konsumgenossenschaft der Schweiz. Duttweiler senior nahm seinen Sohn gelegentlich zu Kutschenfahrten aufs Land mit, wo er Obst und Gemüse direkt bei den Landwirten einkaufte.

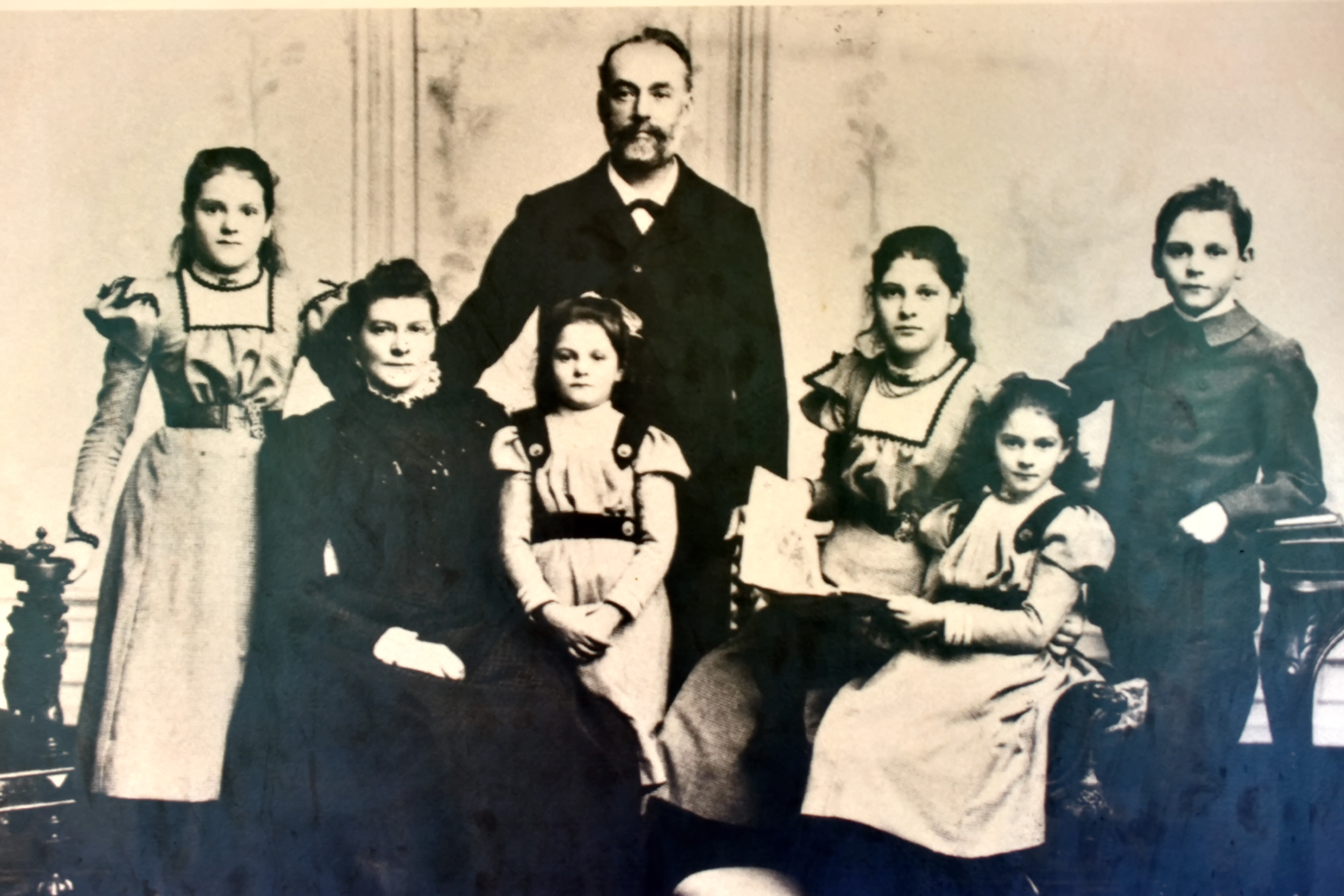
Die Familie Duttweiler um 1900 von rechts nach links: Gottlieb, Margaretha, Anna, der Vater Gottlieb, Elisabeth, die Mutter Elisabeth und Maria.

1896 bezogen die Duttweilers eine Wohnung im LVZ-Verwaltungsgebäude, das sich im proletarisch geprägten Stadtteil Aussersihl befand. Als einziger aus einer «besseren» Familie blieb Gottlieb junior in der Primarschule unter lauter Arbeiterkindern stets ein Aussenseiter und war aufgrund des Mobbings seiner Mitschüler häufig in Prügeleien verwickelt. Dies änderte sich auch nicht, als er in die Sekundarschule im benachbarten Industriequartier übertrat. Seine Schulnoten reichten von «ungenügend» bis «sehr gut». Gegen Ende der obligatorischen Schulzeit entdeckte er sein kaufmännisches Talent: Er verdiente Geld mit der Aufzucht von Kaninchen, Meerschweinchen und weissen Mäusen sowie mit Porträtfotografie. Dabei machte es ihm mehr Spass, das Geld zu verdienen als es zu besitzen, da es für ihn im besten Falle Mittel zum Zweck war, um noch mehr verdienen und ausgeben zu können.
1903 trat Duttweiler in die Handelsabteilung der Kantonsschule Zürich ein. Er geriet wiederholt mit den Lehrern in Konflikt, die sein Verhalten als «unaufmerksam», «unruhig» und «ungebührlich» bezeichneten. Schliesslich ersuchte die Schulleitung seinen Vater, den Sohn aus der Schule zu nehmen. 1905 fing Duttweiler stattdessen eine kaufmännische Berufslehre beim renommierten Zürcher Kolonialwarenhändler Pfister & Sigg an, ergänzend dazu besuchte er die Handelsschule des Kaufmännischen Vereins. Vor allem der Wareneinkauf und -verkauf faszinierte ihn, während ihm die Buchhaltung weniger zusagte. Am 10. Juni 1906 starb sein Vater nach längerer Krankheit, worauf er aus Verantwortungsgefühl gegenüber der Mutter und den Schwestern seine Ausbildung bedeutend ernster nahm als zuvor. Die Familie musste aus der LVZ-Wohnung ausziehen und zog in den Vorort Rüschlikon um. Im April 1907 bestand Duttweiler die Abschlussprüfung der Handelsschule als Zweitbester von 150 Absolventen seines Jahrgangs. Im selben Jahr wurde er aufgrund von Spätfolgen einer Brustfellentzündung, die er sich im Alter von elf Jahren zugezogen hatte, als militärdienstuntauglich erklärt.

### Vom Kaufmann zum Teilhaber

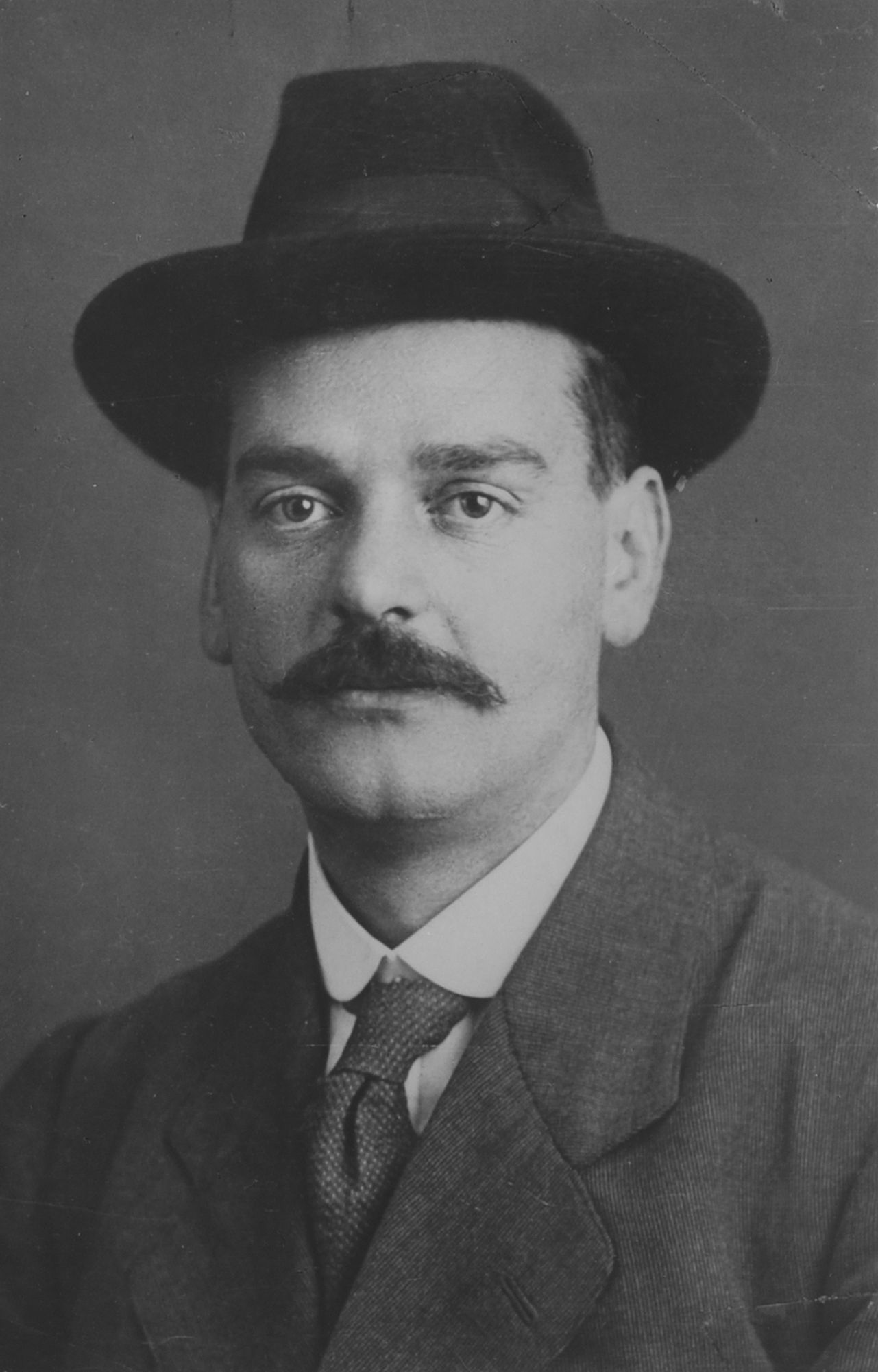
Duttweiler 1915

Bis zum Ende des praktischen Teils der Berufslehre im Frühjahr 1908 belegte Duttweiler zusätzliche Kurse in Handelsgeographie und lernte Spanisch. Sein Lehrmeister Heinrich Pfister schickte ihn für ein halbes Jahr nach Le Havre, um Erfahrungen im internationalen Handel zu sammeln. Dort entwickelte er nebenbei einen telegrafischen Code, mit dem Aufträge für wichtige Handelsgüter in einem einzigen Wort erteilt werden konnten. Der Code stellte eine grosse Erleichterung dar, weshalb er ihn an verschiedene Unternehmen verkaufen konnte und so einen ansehnlichen Nebenverdienst erzielte. Duttweiler war draufgängerisch, risikofreudig und kommunikativ; es fiel ihm leicht, neue Geschäftsbeziehungen aufzubauen. Nach wenigen Monaten stieg er zum Juniorpartner auf und begann in mehreren europäischen Ländern Geschäfte im Lebensmittel-Grosshandel zu tätigen.
Duttweiler erkannte, wie sehr der Zwischenhandel die Waren verteuerte. Um die Kosten für Endverbraucher zu senken, nahm er Kontakt zu Exporteuren in Santos auf, die brasilianischen Kaffee fortan direkt an Pfister & Sigg lieferten. Nach einigen Jahren pflegte er Beziehungen zu annähernd 150 Firmen im In- und Ausland. Wenn er in der Schweiz weilte, pendelte er täglich mit dem Zug von Rüschlikon nach Zürich zur Arbeit. 1911 lernte er auf einer dieser Fahrten die vier Jahre jüngere Adele Bertschi aus Horgen kennen, die damals bei der Saatgutkontrollstelle der ETH Zürich angestellt war. Sie war seinen Avancen gegenüber lange Zeit abweisend, doch Duttweiler warb hartnäckig um ihre Gunst. Zwei Jahre später heirateten sie am 29. März 1913 in der Reformierten Kirche Horgen, die Ehe blieb kinderlos.

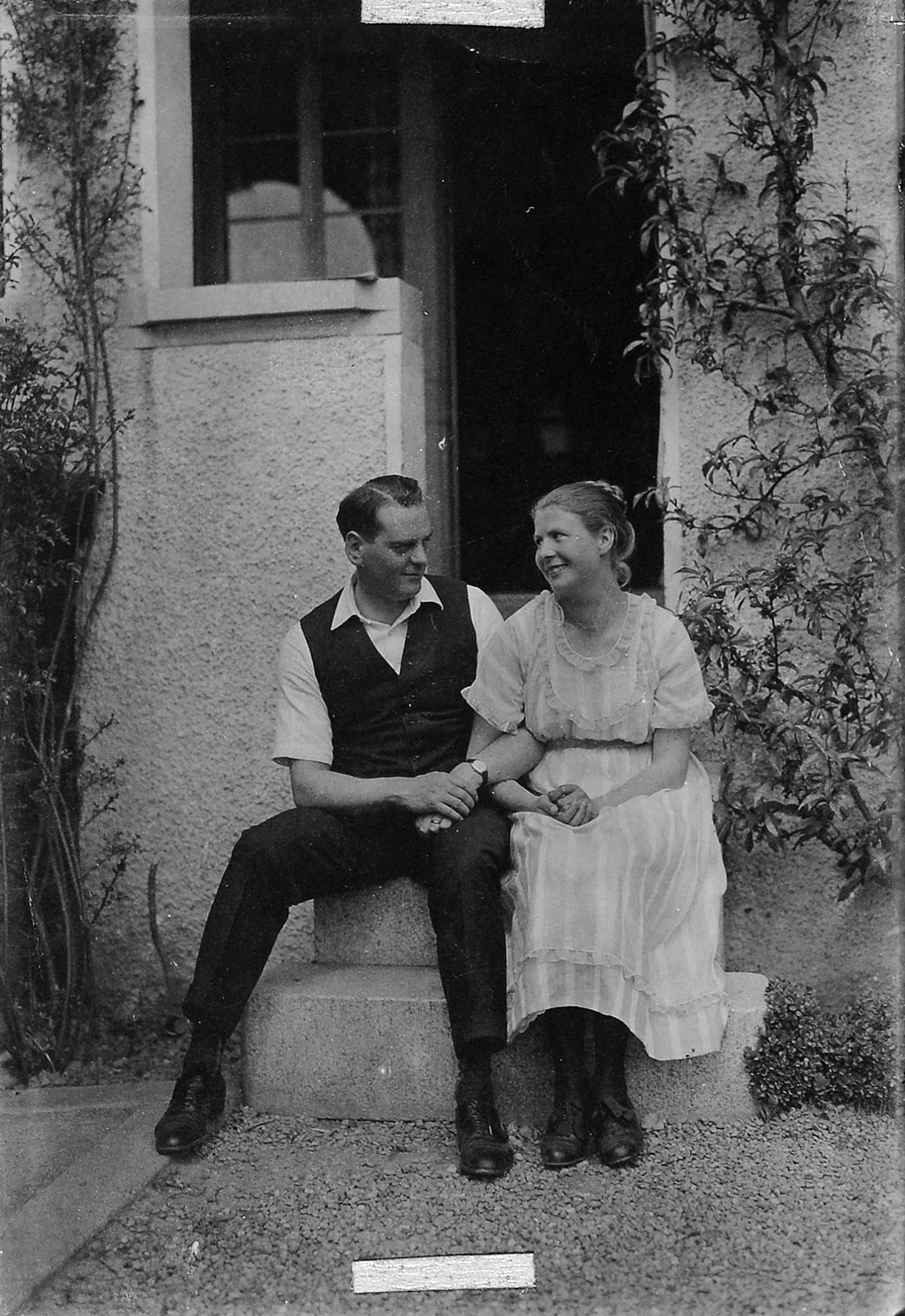
Gottlieb Duttweiler und Adele, zirka 1912

Kurz nach Ausbruch des Ersten Weltkriegs übernahm Duttweiler im September 1914 die Leitung der Niederlassung in Genua und kaufte so viele Lebensmittel wie möglich ein, da die Preise rasch anstiegen. Der Grosshandel erlebte eine Hausse ungeahnten Ausmasses, und die neutrale Schweiz entwickelte sich zu einer wichtigen Drehscheibe im Handel zwischen den kriegführenden Ländern, war aber auch selbst auf Importe angewiesen. Duttweiler kaufte Waren inoffiziell auch im Auftrag des schweizerischen Oberkriegskommissariats; alleine diese Geschäfte hatten einen Wert von 50 Millionen Franken jährlich. Zahlreiche bürokratische Hürden (insbesondere nach dem Kriegseintritt Italiens) brachten Duttweiler auf die Idee, Schweizer Güterzüge direkt an die Schiffe heranzuführen, sodass die Waren in die Schweiz gelangen konnten, ohne italienischen Boden zu berühren. Obwohl Pfister & Sigg die Provision im Gegensatz zu vielen Konkurrenten nicht erhöhte, stieg der Gewinn auf mehr als das 30-fache des Vorkriegsniveaus. Das Unternehmen kontrollierte in seiner Blütezeit ein Siebtel der schweizerischen Kaffee-Importe und ein Drittel des Handels mit technischen Ölen und Fetten.
Duttweiler fühlte sich ungerecht entlohnt und verlangte einen Viertel des Gewinns, da das hervorragende Geschäftsergebnis hauptsächlich auf ihn zurückzuführen sei. Während Heinrich Pfister die Forderung erfüllen wollte, sträubte sich Nathan Sigg, der andere Teilhaber. Um zu zeigen, wie ernst es ihm war, kündigte Duttweiler im April 1915 seine Stelle auf Ende Juni. Pfister wollte seinen besten Angestellten auf keinen Fall ziehen lassen und setzte sich durch, worauf Duttweiler mit 23 Prozent beteiligt wurde. Als Prokurist reiste er beinahe pausenlos zwischen der Schweiz, Italien, Frankreich und Spanien hin und her, um Hindernisse im Warenverkehr auszuräumen. Im September 1917 hatte Sigg genug von den immer riskanter werdenden Geschäften und stieg aus. Duttweiler trat als neuer Teilhaber an seine Stelle, und die Firma hiess nun Pfister & Duttweiler. In Rüschlikon liess er ein herrschaftliches Landhaus mit Kegelbahn und Säulensaal bauen (Architekt war Hans Vogelsanger, der Ehemann einer Schwester Adeles). Aus Italien liess er drei Eisenbahnwaggons voller Kunstgegenstände und antiker Möbel kommen, um sein Haus auszustatten. Er war aber kaum je dort anzutreffen, da er im September 1917 für einige Wochen und im März 1918 für ein halbes Jahr nach New York reiste, um neue Geschäftsbeziehungen aufzubauen. Obwohl er dort eine Niederlassung gründete, konnte er nichts Konkretes erreichen, da die USA ausschliesslich an ihre Verbündeten lieferten.

### Liquidation, Farmer in Brasilien
Bei Kriegsende war Pfister & Duttweiler ein internationales Unternehmen mit enormen Lagerbeständen und einer eigenen Speiseölfabrik in Málaga. Es verfolgte ehrgeizige Expansionspläne, wurde aber von der einsetzenden Hyperinflation in mehreren europäischen Ländern und dem Verfall der Lebensmittelpreise überrascht. Duttweiler versuchte, einen Teil der Verluste zu kompensieren, indem er à la baisse mit Währungen spekulierte. Rudolf Peter, der im Sommer 1920 neu eingestellte Chefbuchhalter, wies nach kurzer Zeit nach, dass die Buchhaltung viel zu oberflächlich und nachlässig geführt worden war. Tatsächlich hatte das Unternehmen Schulden in der Höhe von 12 Millionen Franken. Um einen ungeregelten Konkurs zu verhindern, kam es mit den Banken überein, eine stille Liquidation durchzuführen und die Geschäfte so lange weiterzuführen, bis alle Gläubiger ausbezahlt waren. Beide Teilhaber brachten ihre beträchtlichen Privatvermögen in die Liquidationsmasse ein, sodass bis zum Abschluss des Verfahrens am 12. Juli 1923 insgesamt 11,6 Millionen Franken beglichen werden konnten – deutlich mehr als die vereinbarte Konkursdividende von 60 %. Duttweiler, der sich unter anderem von seinem luxuriösen Landhaus und den Kunstschätzen trennen musste, sorgte dafür, dass alle Angestellten einen neuen Arbeitsplatz erhielten.
Noch während des Liquidationsverfahrens schaute sich Duttweiler nach neuen Möglichkeiten um. Im Spätsommer 1921 hatte er vor, sich als Leiter einer Ölmühle in Valencia eine neue Existenz aufzubauen, überlegte es sich dann aber anders. Finanziell sanierte er sich mit Geschäften auf eigene Rechnung, die er in Polen abwickelte. Insbesondere der Handel mit polnischem Zucker, den er in Hamburg unter dem Weltmarktpreis verkaufen konnte, erwies sich als höchst einträglich. Um den Jahreswechsel 1922/23 plante er, in Polen Kohle und Erdöl zu fördern, doch die Gründung einer Gesellschaft kam nicht zustande. Im Juli 1923 reiste Duttweiler mit seiner Ehefrau Adele nach Brasilien. Einerseits wollte er dort ein ausstehendes Guthaben bei einer früheren Partnerfirma eintreiben, andererseits eine seiner Schwestern besuchen, die dorthin ausgewandert war (ihr Ehemann leitete eine Tochtergesellschaft des Schuhkonzerns Bally). Die Landschaft im Bundesstaat São Paulo gefiel ihm so gut, dass er kurzerhand eine Fazenda kaufte, um zumindest für einige Jahre den Lebensmittelhandel auch von der Produzentenseite her kennenzulernen.
Der Gutshof hatte eine Fläche von 2400 Hektaren, wovon aber erst 200 urbarisiert waren. Mit der Hilfe von Landarbeitern legte Duttweiler Plantagen mit Reis, Mais, Bohnen, Maniok und Zuckerrohr an. Ebenso pflanzten sie 30'000 junge Kaffeebäume, die nach etwa fünf Jahren Früchte tragen würden. Auf den Weiden grasten 300 Stück Vieh. Das Haus war zwei Jahre lang nicht bewohnt gewesen und befand sich in einem schlechten Zustand. Gottlieb genoss das Leben als Farmer sichtlich, Adele hingegen fühlte sich von Anfang an unwohl, erkrankte und verlor viel Gewicht. Im Februar 1924 kehrte das Paar nach Zürich zurück. Ein Arzt stellte fest, dass sich das feuchtheisse Klima und die ungewohnte Ernährung negativ auf Adeles rote Blutkörperchen ausgewirkt hatten; auf längere Sicht wäre es zu einer Blutzersetzung gekommen. Duttweiler wies seinen Schwager an, die Fazenda zu verkaufen. Seine kurze Zeit als Farmer beurteilte er als «physische und psychische Schwitzkur».

### Gründung der Migros

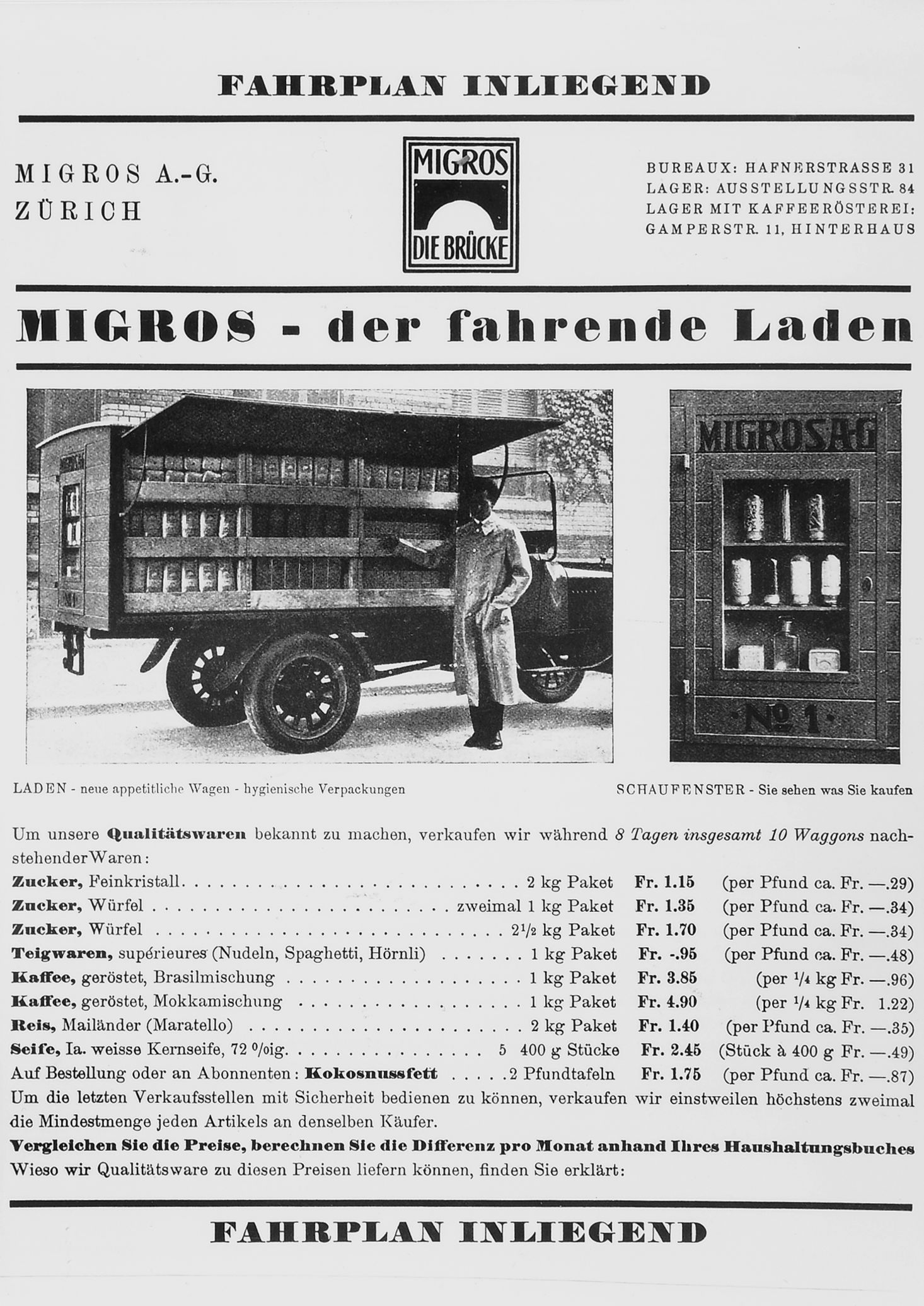
Erste Preisliste der Migros

In Deutschland und Polen schloss Duttweiler verschiedene Geschäfte ab. Er bewarb sich auch beim VSK um eine Stelle als Einkäufer und Disponent, wurde aber abgewiesen. Währenddessen fiel ihm die grosse Diskrepanz zwischen den Preisen im Grosshandel und jenen in den Läden auf, und er beschloss, der Sache auf den Grund zu gehen. Auf dem Statistischen Amt der Stadt Zürich betrieb er Anfang 1925 intensive Nachforschungen, indem er die Lebensmittelpreise verschiedener Länder und Städte miteinander verglich. Unterstützung erhielt er dabei von seinem dort angestellten Cousin Paul Meierhans und dessen Vorgesetzten Carl Brüschweiler. Gemeinsam fanden sie heraus, dass die Schweizer Lebensmittelpreise innerhalb weniger Jahre stark angestiegen und mittlerweile die höchsten Europas waren. Ebenso stellte Duttweiler zunehmende korporativ-protektionistische Tendenzen fest: Die Detailhändler waren in Interessenverbänden, Einkaufsgemeinschaften und Rabattvereinen organisiert, um den Filialgeschäften und Konsumgenossenschaften entgegenzutreten. Andererseits vernachlässigten letztere – sehr zu seinem Missfallen – ihre ursprüngliche Aufgabe als Preisregulatoren und boten ihre Ware zu den «ortsüblichen» Preisen der Detaillisten an.
Nur die konsequente Anwendung der Prinzipien des Fordismus und Taylorismus war Duttweilers Meinung nach imstande, die Kosten für Endverbraucher nachhaltig zu senken. Sein früherer Chefbuchhalter Rudolf Peter machte Duttweiler auf die damals in den USA verbreiteten fahrenden Läden aufmerksam. Dort betrieben bequem eingerichtete Omnibusse in ländlichen Gegenden ambulanten Handel und boten die mitgeführte Ware zu einem geringen Aufpreis an. Duttweiler wollte das Konzept auf Schweizer Verhältnisse übertragen, aber Lastwagen einsetzen, da Preissenkungen sein vorrangiges Ziel waren. Über Meierhans lernte er die Nationalökonomin Elsa Gasser kennen, damals Wirtschaftsjournalistin bei der Neuen Zürcher Zeitung, mit der er sich über die Idee austauschte. Sie bestärkte ihn in seinem Vorhaben, gleichzeitig war dies der Beginn einer jahrzehntelangen Zusammenarbeit. Seiner Frau Adele versprach Duttweiler: «Wenn dieses Unternehmen nicht gelingt, fange ich nichts mehr Neues an.» In der Folge war sie seine wichtigste Beraterin, und er besprach mit ihr alle strategischen Entscheidungen, bevor er sich endgültig festlegte.
Dank seines guten Rufes fand Rudolf Peter mühelos Investoren, darunter den Rechtsanwalt Hermann Walder. Dieser präsidierte daraufhin den Verwaltungsrat, während Duttweiler als Geschäftsführer agierte. Peter wiederum übernahm zunächst für einen halben Tag in der Woche die Buchhaltung und stieg über die Jahre zum Finanzchef auf. Am 11. August 1925 wurde die Migros AG mit einem Aktienkapital von 100'000 Franken gegründet, der Eintrag ins Zürcher Handelsregister erfolgte vier Tage später. Das neue Unternehmen wählte als Logo ein Brückensymbol, da es sich als Bindeglied zwischen Produzenten und Konsumenten verstand. Wie der Name Migros entstand, lässt sich nicht mehr genau eruieren. Die gängigste Erklärung bezieht sich auf die angestrebte preisliche Positionierung in der Mitte zwischen en-gros (Grosshandel) und en-détail (Detailhandel), also gewissermassen mi-gros (Mittelhandel). Der Name hatte den Vorteil, in allen Landessprachen anwendbar zu sein. Am 25. August befuhren fünf umgebaute Lastwagen des Modells Ford TT erstmals nach festem Fahrplan mehrere Routen in Zürich.

### Schikanen und Auseinandersetzungen

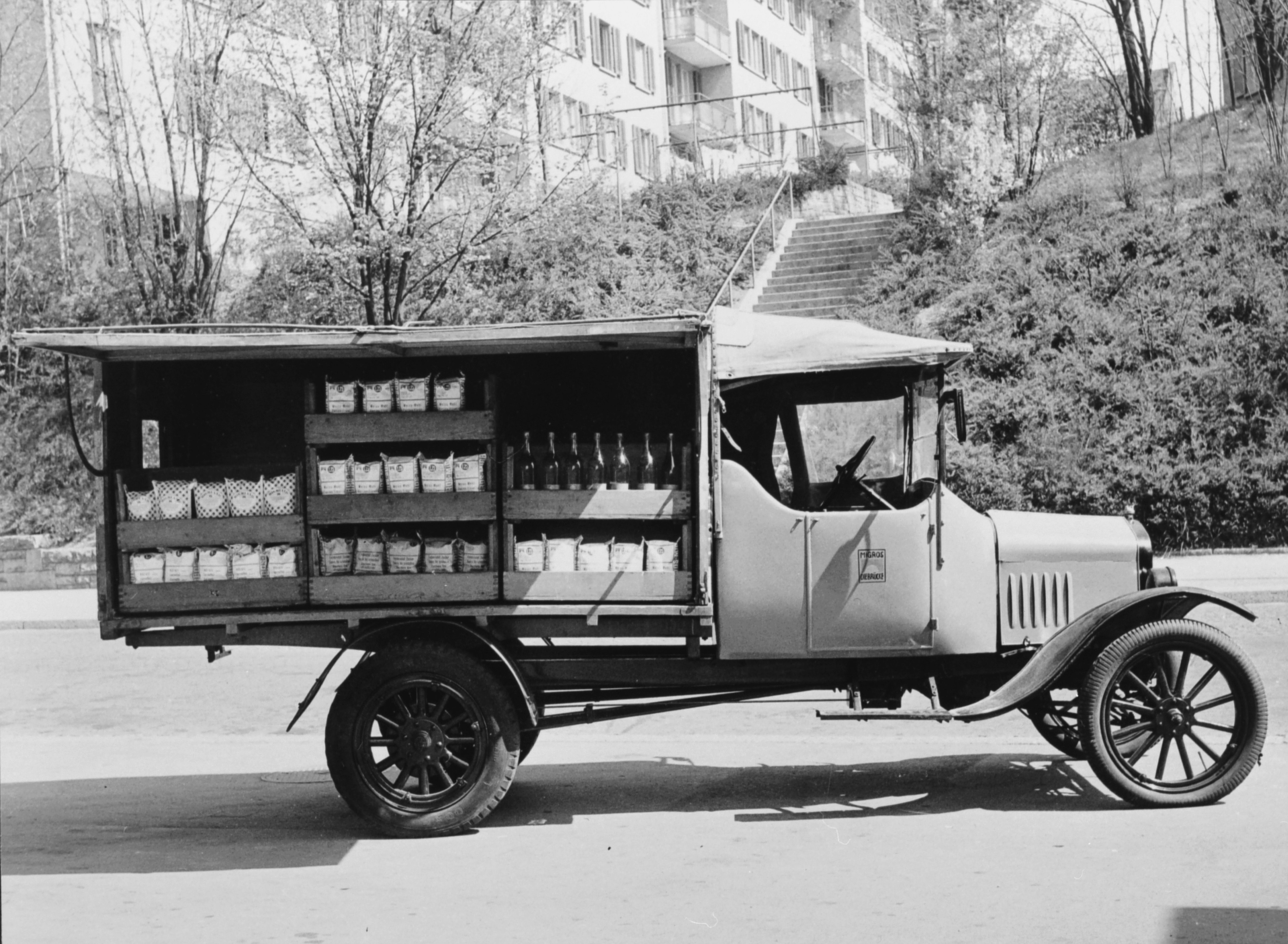
Einer der ersten Verkaufswagen der Migros (1925)

Lebensmittelhändler und Verbände versuchten die neue Konkurrenz, die völlig unerwartet in den kartellistisch geordneten Detailhandel eingedrungen war, zum Verschwinden zu bringen. Provokateure bedrängten die wartenden Kunden oder denunzierten sie bei ihren Arbeitgebern, wurden den Chauffeuren gegenüber handgreiflich und sabotierten die Verkaufswagen. Zahlreiche Geschäfte boten die von der Migros geführten Artikel unter dem Einstandspreis an, doch die rasch wachsende Kundschaft durchschaute die Absicht und blieb dem neuen Anbieter treu. Verbandsfunktionäre griffen die Migros in polemischen Zeitungsartikeln an oder gaben verleumderische Leserbriefe in Auftrag. Sozialdemokraten und Kommunisten witterten eine grosskapitalistische Verschwörung, die darauf abziele, mittels tieferer Lebensmittelpreise Lohnsenkungen durchsetzen zu können. Der einst von Duttweilers Vater geführte Lebensmittelverein Zürich betrachtete jeden Einkauf eines Genossenschafters bei der Migros als Verrat an der Arbeiterklasse. Dessen ungeachtet befuhren die Verkaufswagen bald Routen ausserhalb der Stadt.
Von Anfang an gehörten auch die Lebensmittelhersteller zur Gegnerschaft. Verbände beschlossen Liefersperren und drohten ihren Mitgliedern mit Boykotten, sollten sie die Migros weiterhin beliefern. Duttweiler reagierte mit der Erweiterung des Sortiments und dem vorübergehenden Ausweichen auf Importe. Auf vielfachen Wunsch von Kunden, die nicht zu den festgelegten Zeiten an den Haltestellen sein konnten, eröffnete die Migros im Dezember 1926 in Zürich ihren ersten Laden. Dieser erwies sich trotz der spärlichen Einrichtung (Duttweiler wollte nicht mehr als 200 Franken investieren) als grosser Erfolg. 1928 erwarb die Migros die insolvente Alkoholfreie Weine AG in Meilen (die spätere Midor), womit eher zufällig die vertikale Integration des bisher reinen Handelsunternehmens in die industrielle Warenherstellung begann. Der erste Migros-Produktionsbetrieb weitete als erstes die Herstellung von Süssmost deutlich aus und senkte den Preis auf knapp die Hälfte, worauf die Mitbewerber nachziehen mussten. Das einstige Nischenprodukt entwickelte sich in kurzer Zeit zum Volksgetränk. Durch den Erfolg überrascht, richtete Duttweiler das Marketing konsequent auf lebensreformerische und sozialhygienische Bestrebungen aus. Obwohl er privat gerne Wein trank und Zigarren rauchte, verzichtete er bewusst auf den lukrativen Alkohol- und Tabakverkauf. Die Migros stärkte dadurch werbeträchtig ihre Eigenmarken, entfernte sich vom Image des reinen Discounters und positionierte sich als Anbieterin preiswerter und gesunder Produkte von hoher Qualität.

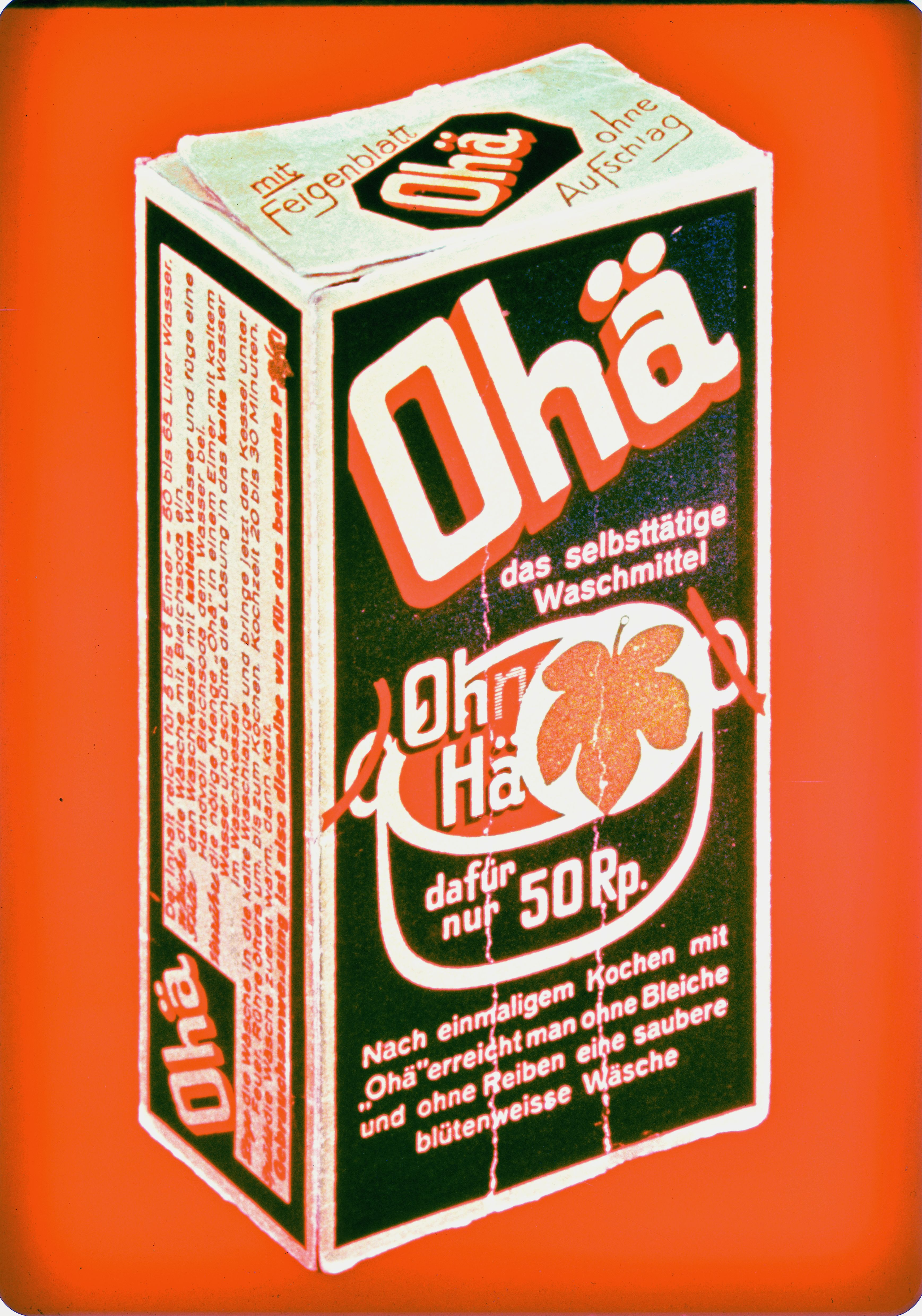
Waschmittel Ohä

Zahlreiche selbst hergestellte Artikel und mehrere Produktionsstätten kamen in den folgenden Jahren hinzu. Spöttisch bedankte sich Duttweiler bei seinen Gegnern, «…die durch ihren Widerstand uns zu höherer Leistung und neuen Ideen angespornt haben. Die ganze Produktion hätten wir nicht, wenn wir beliefert worden wären.» 1929 begann die bis heute anhaltende Zusammenarbeit mit der Haco, deren Betriebsleiter Gottlieb Lüscher Duttweilers Einsatz für tiefere Preise mit Sympathie verfolgt hatte. Der Migros war es nun möglich, gleichwertige Nachahmerprodukte anzubieten, die etablierten Markenartikeln Konkurrenz machten. Duttweiler kreierte Markennamen und Verpackungen, die sich eng an die Originale anlehnten oder diese parodierten. Er wollte damit insbesondere die Mitbewerber zu Preissenkungen zwingen. Beispielsweise pries er Eimalzin als Alternative zu Ovomaltine an, worauf die Wander AG eine Werbeschlacht lostrat, die sich zu gegenseitiger Diffamierung hochschaukelte. 1931 beendete die Migros mit Kaffee Zaun das Monopol des koffeinfreien Kaffee Hag. Im selben Jahr forderte sie die Henkel AG, die Herstellerin von Persil, mit dem Waschmittel Ohä heraus: Auf der Packung abgebildet waren der Schriftzug Ohne Hänkel und ein Kessel, dessen Griffe (oder «Henkel») durchgestrichen waren. Als Henkel mit Konsequenzen drohte, liess Duttweiler auf den Packungen ein Feigenblatt so aufdrucken, dass bloss «Oh…Hä…» zu lesen war.
Mit Boykotten oder Störaktionen konnte die Migros nicht gebremst werden. Da der ambulante Handel den gesetzlichen Bestimmungen für Hausierer unterworfen war, übte die Gegnerschaft stattdessen Einfluss auf Kantons- und Gemeindebehörden aus und begründete dies mit der angeblichen Gefährdung des staatstragenden Mittelstands. Jeder Kanton legte die Höhe der Wagengebühren nach Gutdünken selbst fest, während zahlreiche Gemeinden Zusatzgebühren verlangten oder schikanöse Auflagen machten. Gegen die von mehreren Kantonsparlamenten beschlossenen Verschärfungen der Hausierergesetze, die in erster Linie auf die Migros abzielten, organisierte Duttweiler Referenden. Er hatte die meisten politischen Parteien gegen sich und führte intensive Kampagnen. Dabei gelang es ihm, die Stimmberechtigten der Kantone St. Gallen, Thurgau und Zürich zu überzeugen. In zwei weiteren Kantonen musste er hingegen Niederlagen einstecken: Der Kanton Schaffhausen verdoppelte die Gebühren, während der Kanton Basel-Landschaft diese derart massiv anhob, dass die Migros dort den Wagenverkauf für mehrere Jahrzehnte einstellte. Aus der Sicht Duttweilers behandelten einzig die Behörden im Kanton Basel-Stadt sein Unternehmen fair, da die Gebühren dort vergleichsweise tief waren.

### Gerichtsprozesse und Fehlschlag in Berlin

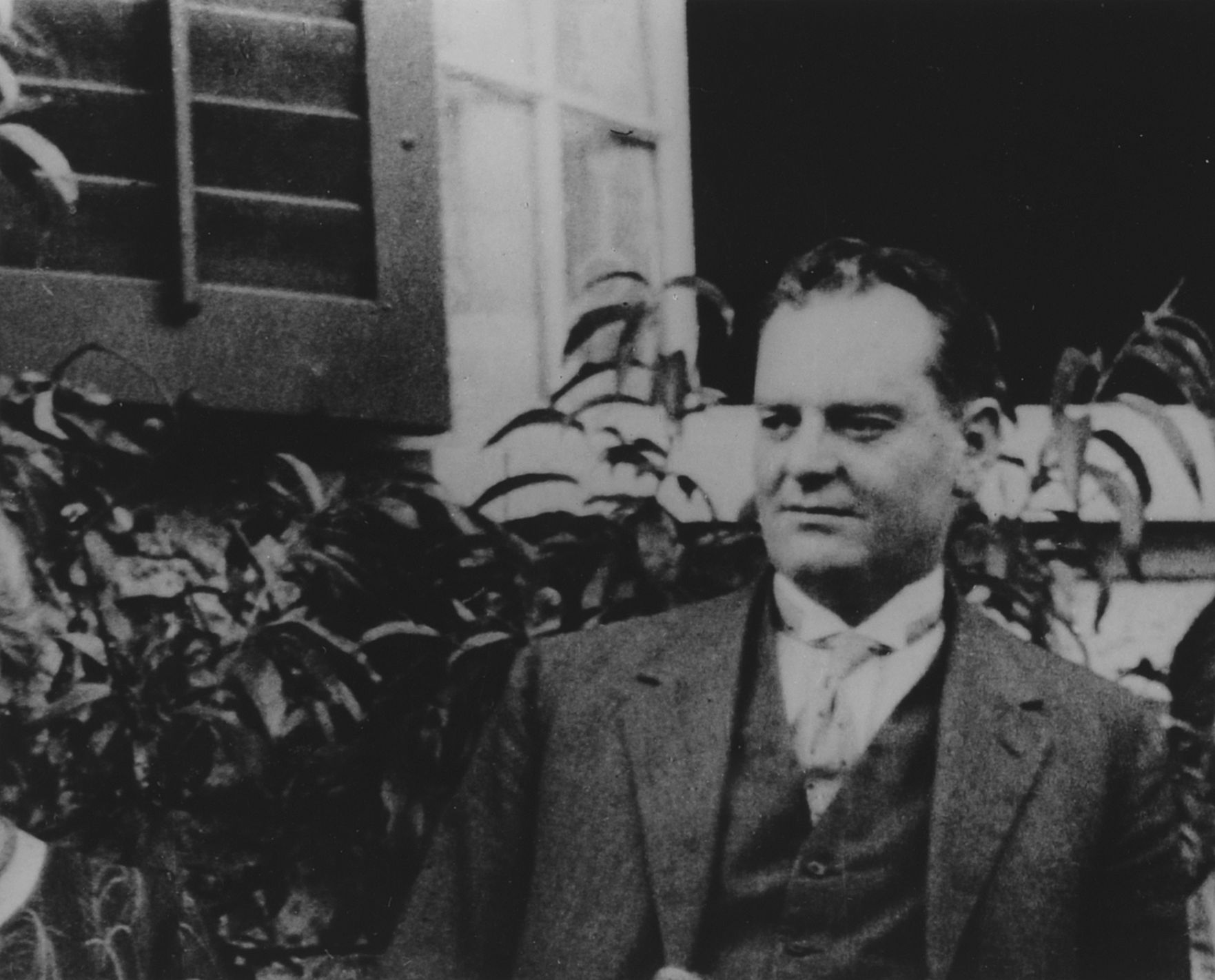
Duttweiler um 1930

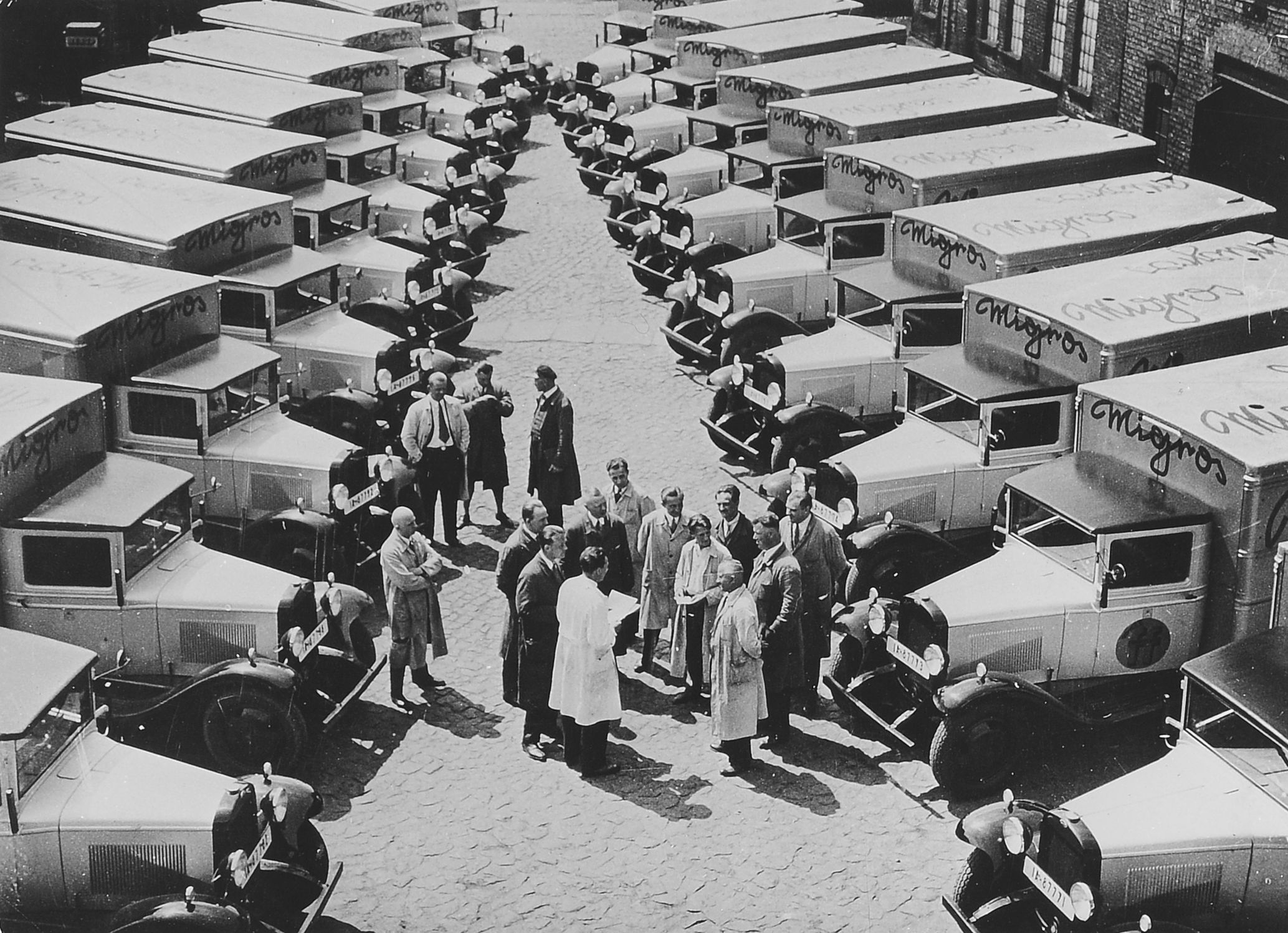
Verkaufswagenflotte der Berliner Migros-Verteilungs-GmbH

Duttweiler verwickelte die Behörden wegen der Auflagen, die gegen die Verkaufswagen erlassen worden waren, in langwierige Verwaltungsverfahren. Er setzte sich über ihre Anordnungen hinweg und nahm so bewusst Strafanzeigen und Geldbussen in Kauf. Anschliessend provozierte er die Amtsstellen zu zahlreichen medienwirksamen Gerichtsprozessen über mehrere Instanzen hinweg. Besonders viele Unannehmlichkeiten bereitete ihm die Stadt Bern. Am 27. Februar 1930 beschlagnahmte die Stadtpolizei drei Verkaufswagen, was der Migros Gratiswerbung für die am Tag zuvor eröffnete Filiale bescherte. Als sich Duttweiler im Februar 1931 in einem anderen Rechtsfall weigerte, eine Geldbusse von 400 Franken zu bezahlen, wurde ihm eine Kommode gepfändet. Er empfand dies als besonders ungerecht, da das Urteil nur wegen eines Berechnungsfehlers des Berner Obergerichts zustande gekommen war und nicht angefochten werden konnte. In einem Flugblatt, das er Kaffee- und Mehlpaketen beilegen liess, wandte er sich direkt an die Berner Kundschaft und bat sie darum, mittels beigelegtem Postscheckformular jeweils zehn Rappen zugunsten der Migros einzuzahlen. Insgesamt gingen 4800 Zahlungen (in Summe von 480 Franken) ein, den Überschuss von 80 Franken spendete er der Arbeitslosenfürsorge.
Zivil- und Strafprozesse um Namensschutz, Markenschutz und unlauteren Wettbewerb boten Duttweiler weitere Bühnen. Indem er seine Gegner unablässig in polemischen Zeitungsartikeln angriff, ihnen Wucherpreise vorwarf oder Nachahmerprodukte auf den Markt brachte, forderte er sie zu Klagen heraus. Die Provokationen waren sorgfältig vorbereitet und das Ergebnis langwieriger Besprechungen mit seinen Anwalt Hermann Walder. Duttweiler war nicht nur Angeklagter, sondern inszenierte sich als Beschützer schutzloser Konsumenten, der sich gegen übermächtige Verbände und Konzerne zur Wehr setzt. Die Verhandlungen waren öffentlich, weshalb die Presse regelmässig über Duttweiler und die Produkte der Migros berichtete; der Werbewert der Berichterstattung ging in die Millionen. Die Gerichte befanden meist, dass die Migros massgeblich zu einer allgemeinen Senkung des Preisniveaus beigetragen habe, was angesichts der Wirtschaftslage besonders hervorgehoben werden müsse. Sie verurteilten Duttweiler bzw. die Migros zu geringen Geldbussen, zu einer Mässigung des Tones in der Werbung oder zu kleinen Änderungen. Insgesamt kosteten die Prozesse der Migros wenig, brachten ihr aber sehr viel Publizität ein, während Duttweiler zu einer schweizweit bekannten Figur des öffentlichen Lebens aufstieg. Jahre später sagte er, dass die Migros in ihrer Anfangszeit zu wenig Geld gehabt habe, um flächendeckend Werbung zu betreiben. Er habe deshalb die Berechenbarkeit der Gegner einkalkuliert: «Es ist uns immer gelungen, unseren Bedarf an Gegnern, die uns bekanntmachen, zu decken.» Wenig ausrichten konnte er hingegen mit Prozessen gegen das politisch geschützte Quasi-Monopol von Unilever auf Speisefette und Speiseöle. Aus diesem Grund war die Migros bei der Zuteilung von Rohstoff-Einfuhrkontingenten derart stark benachteiligt, dass sie 1935 ihre Eigenproduktion vorübergehend unterbrechen musste.
1930 trat die Finow Farm in Eberswalde an Duttweiler heran und bat ihn um Rat beim Aufbau eines Migros-ähnlichen Verkaufssystems in Berlin. Als das Unternehmen in Schwierigkeiten geriet, wurde es im Januar 1932 von ihm als Privatperson (die Migros selbst war nicht beteiligt) und von Partnern aus Genf und den Niederlanden übernommen. Die daraus entstandene Migros-Verteilungs-GmbH bediente ab 10. Juni 1932 mit 76 Verkaufswagen mehr als 2000 Haltestellen. Während die Presse wohlwollend berichtete, reagierte der krisengeschüttelte Berliner Detailhandel ungehalten auf die ausländische Konkurrenz, konnte aber wenig ausrichten. Dies änderte sich nach der Machtergreifung der NSDAP ab Januar 1933, als Adolf Hitler versprach, den Mittelstand vor «Juden und Plutokraten» zu schützen. In der Folge überzogen die deutschen Behörden das Unternehmen mit bürokratischen Schikanen, und Mitglieder des Nationalsozialistischen Kampfbundes für den gewerblichen Mittelstand bedrohten die Kunden. Um den im April verhängten Judenboykotten zu entgehen, legten Duttweiler und sein leitender Angestellter Emil Rentsch in der Schweiz ausgestellte Ariernachweise vor. Zwar strich die NSDAP das Unternehmen von der Boykottliste, doch der Kampfbund intensivierte seine Übergriffe. Angesichts der ausweglosen Lage beschlossen die Gesellschafter im Herbst 1933 die Einstellung der Geschäftstätigkeit und die Liquidation, die sich bis 1937 hinzog.

### Das Filialverbot und seine Folgen
Seit dem Beginn der Weltwirtschaftskrise war die Schweizer Wirtschaftspolitik zunehmend von dirigistischen Massnahmen zum Schutz verschiedener Branchen geprägt. Am 14. Oktober 1933 erliess der Bundesrat auf Antrag des Parlaments ein Filialverbot, das ab dem 10. November auch für Geschäfte von Grossunternehmungen des Lebensmittel-Detailhandels galt. Der Bundesbeschluss richtete sich nicht explizit gegen die Migros, da er auch Konsumgenossenschaften und andere Filialketten betraf, dennoch war die Migros als aufstrebendes und expansives Unternehmen besonders betroffen. Duttweiler hatte die Tragweite des Filialverbots zu Beginn unterschätzt, da er von den Ereignissen in Berlin abgelenkt gewesen war und der Lebensmittelhandel erst nachträglich eingeschränkt wurde. Der zunächst auf zwei Jahre begrenzte Bundesbeschluss war als dringlich erklärt worden, weshalb kein fakultatives Referendum dagegen ergriffen werden konnte. Im Kampf gegen das Gesetz, das unter Staatsrechtlern als verfassungswidrig galt, schrieb Duttweiler zahlreiche Zeitungsartikel. Ebenso hielt er viel beachtete Vorträge und organisierte eine Petition in zwölf Kantonen, die 230'000 Unterschriften einbrachte. Trotzdem verlängerte das Parlament das Filialverbot mehrmals, und die Migros durfte zwölf Jahre lang keine neuen Filialen eröffnen.
Währenddessen versuchte Duttweiler einen Beitrag zur Lösung der Detailhandelskrise zu leisten. Im September 1933 schlug er Massnahmen zur Qualitätssteigerung und finanziellen Unterstützung in Not geratener Lebensmittelläden vor. Während das Bundesamt für Industrie, Gewerbe und Arbeit (Biga) Interesse signalisierte, lehnten die zu einer Konferenz eingeladenen Verbände und Organisationen kategorisch Verhandlungen mit ihm ab. Im Oktober 1934 fand doch noch eine Konferenz statt, die aber ergebnislos blieb. Einen Monat später unterbreitete Duttweiler seine Vorschläge dem Schweizerischen Gewerbeverband (SGV). Erneut kam es zu keiner Annäherung, und im Mai 1935 erklärte der SGV, es sei sinnlos, weiter mit ihm zu verhandeln; das Biga solle auch davon absehen, ihn weiterhin als Sachverständigen beizuziehen. Als Folge dieser Blockadehaltung rief Duttweiler 1937 den «Giro-Dienst» ins Leben: Selbstständige Lebensmittelläden übernahmen das Migros-Vertriebssystem und konnten Migros-Produkte zu günstigeren Konditionen beziehen, blieben aber in der Sortimentsgestaltung und beim Einkauf frei. Dutzende Läden schlossen sich diesem Partnerprogramm an. Mehrere Kantone hielten den Giro-Dienst für eine Umgehung des Filialverbots, während das Volkswirtschaftsdepartement befand, dass Giro-Läden keine Migros-Filialen waren.
1932 begann Duttweiler auch auf die Landwirtschaftspolitik Einfluss zu nehmen. Als Reaktion auf den zunehmenden Protektionismus entwickelte er zusammen mit dem Agronomen Heinrich Schnyder ein Aktionsprogramm, das den Bauern ein höheres Einkommen garantieren sollte, ohne die Importzölle erhöhen zu müssen. Da der Schweizerische Bauernverband und andere Agrarverbände eine Zusammenarbeit mit ihm ablehnten, beschloss Duttweiler, künftig nicht mehr auf die zahlreichen Bedenkenträger zu achten und einfach zu handeln. Beispielsweise kaufte die Migros den Bauern die Produkte zu einem höheren Preis ab als die Konkurrenz (und blieb trotzdem der billigste Anbieter). Um den Jahreswechsel 1934/35 verkaufte sie eingesottene Butter zum Selbstkostenpreis und löste damit einen Verkaufsschub aus, der den Schweizer Butterberg in kurzer Zeit zum Verschwinden brachte – ein Problem, das zuvor jahrelang ergebnislos auf mehreren Konferenzen besprochen worden war. Als im September 1936 der Schweizer Franken um 30 % abgewertet wurde, verkündete Duttweiler auf Flugblättern, dass die Migros ihre Preise nicht erhöhen werde. Im Falle von Importwaren nahm er somit bewusst Verluste in Kauf, bis die Regierung einige Wochen später die Zolltarife senkte. 1942 gelang es ihm, zusammen mit der Freien Vereinigung Schweizerischer Käsehändler, nach siebenjährigem Einsatz die Aufhebung der monopolartigen Handelsprivilegien der Schweizerischen Käseunion zu erreichen.
Im März 1935 erhielt Duttweiler Besuch durch einen deutschen Reisefachmann, der ihm vorschlug, mit Pauschalreisen den Tourismus in der Schweiz zu beleben. Dieser steckte wegen stark gesunkener Gästezahlen und überhöhter Preise in einer existenziellen Krise. Rasch entschlossen setzte Duttweiler die Idee in die Tat um und gründete im folgenden Monat die Genossenschaft Hotelplan, an der die Migros und touristische Unternehmen beteiligt waren. Menschen aus einfachen Verhältnissen sollten sich mit preisgünstigen All-inclusive-Angeboten erstmals überhaupt Ferien leisten können. Im Gegensatz zu den totalitären Massenorganisationen Dopolavoro und Kraft durch Freude (die Duttweiler verabscheute) sollten die Urlauber ihre Freizeit innerhalb einer bestimmten Region individuell gestalten können. In wenigen Wochen baute Emil Rentsch eine Organisation auf, und bereits im Juni fuhren die ersten Sonderzüge aus dem In- und Ausland nach Lugano; weitere Destinationen kamen in kurzer Folge hinzu. Bis 1939 beteiligten sich über 800 Hotels, Bahnbetriebe und Schifffahrtsgesellschaften am Hotelplan. Während des Zweiten Weltkriegs schrumpfte er vorübergehend zu einem kleinen Reisebüro für Inlandreisen zusammen. Duttweiler entliess die Mitarbeiter nicht, sondern setzte sie für einige kriegswirtschaftliche Funktionen wie das Rationierungswesen der Migros ein.

### Einstieg in die Politik

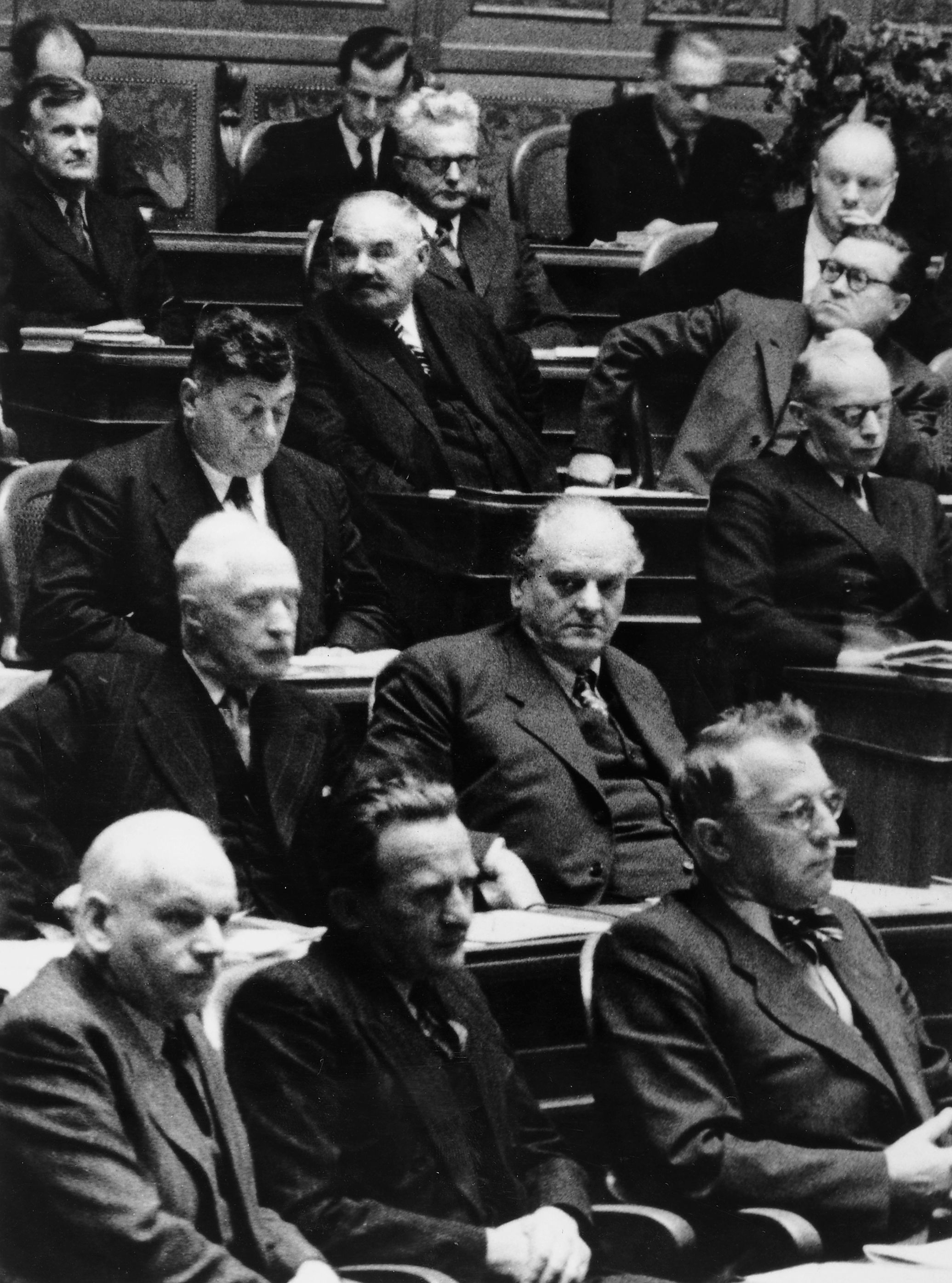
Duttweiler im Nationalrat (zweite Reihe von unten, rechts), Aufnahme von Paul Senn

Mit Petitionen, Referenden, Zeitungsartikeln und Vorträgen wirkte Duttweiler seit Jahren auf die Politik ein. Lange Zeit sträubte er sich dagegen, ein politisches Amt anzustreben, ehe er sich von seinem engsten Freundeskreis umstimmen liess. Später sagte er, dass er «in die Politik gegangen worden» sei. Sein Zögern erklärte er so: «Man kann von niemandem verlangen, dass er die politischen Auffassungen seines Makkaroni-Lieferanten teilt. Die Gefahr ist sehr gross, dass man deshalb Kunden verliert. Dass man Kunden gewinnt durch die Politik, kann ich kaum glauben.» Angesichts ihres Versagens während der Weltwirtschaftskrise hielt Duttweiler eine Erneuerung der Politik durchaus für wünschenswert, doch betrachtete er die antidemokratische Frontenbewegung als unvereinbar mit den freiheitlichen Schweizer Grundwerten. Er wollte Protestwählern stattdessen eine Alternative anbieten, die nicht an den Extremen des politischen Spektrums angesiedelt war, die Interessen der Konsumenten verteidigte und im Parlament die Macht der Interessengruppen und Kartelle bekämpfte. Andererseits wünschte er keine durchorganisierte Partei, sondern begnügte sich mit einer einfachen Wahlliste.
Am 17. September 1935 kündigte Duttweiler die Teilnahme der «Gruppe der Unabhängigen» bei den kurz bevorstehenden Nationalratswahlen 1935 an. Während des Wahlkampfs warb er an zahlreichen Veranstaltungen um die Gunst der Wähler. Er war kein brillanter Redner, besass aber die Fähigkeit, komplizierte wirtschaftliche Zusammenhänge einfach verständlich zu machen. Seine Reden wirkten bisweilen chaotisch, waren aber stets mit humorvollen Pointen gespickt. Er sprach in einem lockeren Plauderton und reagierte mit ironischen Bemerkungen auf Zwischenrufe. Das Wahlergebnis vom 27. Oktober war eine Sensation: Die Unabhängigen gewannen sieben Sitze im Nationalrat, fünf davon im Kanton Zürich, wo sie mit 18,3 % der Stimmen zweitstärkste Kraft hinter den Sozialdemokraten wurden. Duttweiler selbst schaffte die Wahl gleichzeitig in den Kantonen Zürich, Bern und St. Gallen, worauf er das Berner Mandat annahm. Die bürgerliche Presse verhöhnte die Unabhängigen als «Duttweilers Million im Bundeshaus – eine Eins und sechs Nullen dahinter». Um zu verhindern, dass jemals wieder ein Politiker einen derart grossen persönlichen Wahlerfolg feiern konnte, beschloss das Parlament vor den Wahlen 1939, gleichzeitige Nationalratskandidaturen in mehr als einem Kanton zu verbieten (diese Regelung gilt bis heute).
Nach einem Jahr sah Duttweiler ein, dass die neue Bewegung entgegen der früheren Absicht Organisationsstrukturen benötigte, wenn sie ihre Ziele verwirklichen wollte. Zusammen mit Gleichgesinnten wandelte er am 30. Dezember 1936 die Gruppe der Unabhängigen in eine politische Partei um, die den Namen Landesring der Unabhängigen (LdU) erhielt und allen Personen offenstand, die sich zur Demokratie bekannten. Die Delegierten wählten ihn im Januar 1937 zum Parteivorsitzenden («Landesobmann»). Er übte dieses Amt bis 1951 aus, mit Ausnahme der Jahre 1948/49. Im Parlament fiel es dem LdU schwer, eine klare Linie zu finden, zumal Duttweiler die Fraktion dominierte und die übrigen Mitglieder neben ihm kaum auffielen. Von links und rechts angefeindet, brachte er selten einen seiner Anträge durch. Er liess sich nicht in ein starres ideologisches Schema pressen und wechselte mitunter seine Meinung, wenn ihm dies angebracht schien; wahlweise galt er als «Kommunistenfreund» oder «Nazi». 1936 sprach sich Duttweiler neben dem Frontistenführer Robert Tobler als einziger Nationalrat für jene Volksinitiative aus, die ein Freimaurer-Verbot forderte – um ein Zeichen gegen die «Einheitsmeinung» zu setzen. Andererseits befürwortete er von den Sozialdemokraten geforderte Arbeitsbeschaffungsmassnahmen.
Am 25. Juni 1940, drei Tage nach der Kapitulation Frankreichs, hielt Bundespräsident Marcel Pilet-Golaz eine Radioansprache, die mit ihren zweideutigen Äusserungen über eine autoritäre Erneuerung der Demokratie als Anpassung an den NS-Staat verstanden werden konnte. Als Mitglied der nationalrätlichen Vollmachtenkommission übte Duttweiler heftige Kritik. Er war entschieden der Auffassung, dass die Regierung eine feste und entschlossene Haltung einnehmen müsse und selbst in kleinen Dingen nicht nachgeben dürfe. Daraufhin hielt er eine Vortragsreihe, mit der er beabsichtigte, den Widerstandswillen zu stärken. Sie stand unter dem Motto «Unser Kampf» – ganz bewusst als Antithese zu Hitlers Mein Kampf. Duttweiler forderte die insgesamt 25'000 Zuhörer auf, höchste Anstrengungen für eine wirksame Landesverteidigung zu leisten, um Freiheit und demokratische Ideale zu schützen. Eine Zeitlang war er Mitglied des Gotthardbundes, der ebenfalls den Widerstand stärken wollte, aber keine Juden oder Freimaurer aufnahm.
Die Kontroverse um den Bundespräsidenten erreichte einen Höhepunkt, als dieser am 10. September 1940 die Führer der Nationalen Bewegung der Schweiz zu einer persönlichen Audienz empfing. Vier Tage später erfuhr Duttweiler von Hans Hausamann, einem Mitglied der Widerstandsgruppe Offiziersbund, dass Pilet-Golaz ohne Gegenleistung die Freilassung von 17 zur Landung gezwungenen Piloten der deutschen Luftwaffe und die Überstellung ihrer Flugzeuge angeordnet hatte. Am 17. September wandte sich Duttweiler in einem vertraulichen Brief an die National- und Ständeräte und bat sie, Pilet-Golaz zum sofortigen Rücktritt aufzufordern. Nur der LdU und die Sozialdemokraten folgten dieser Bitte, während sich die übrigen Parteien mit einer Rüge begnügten. Der Brief sickerte an die Presse durch, und Ludwig Friedrich Meyer, Fraktionspräsident der FDP, warf Duttweiler ohne Beweis vor, eine Indiskretion begangen zu haben. Die Regierungsparteien und die Medien stellten seinen «Wortbruch» in den Vordergrund, während er selbst wegen der Zensurvorschriften die Öffentlichkeit nicht umfassend informieren durfte. Am 10. Dezember beschloss der Nationalrat mit 59 zu 52 Stimmen, Duttweiler aus der Vollmachtenkommission auszuschliessen. Umgehend trat er als Nationalrat zurück, während die LdU-Fraktion bis zum Jahresende aus Protest allen Sitzungen fernblieb.

### Wirtschaftliche und geistige Landesverteidigung
Aufgrund seiner negativen Erfahrungen in Berlin war Duttweiler früh davon überzeugt, dass die Nationalsozialisten einen Krieg anstrebten. Im August 1934 stellte er beim Militärdepartement den Antrag, dass Importeure im Sinne der wirtschaftlichen Landesverteidigung Vorräte an lange haltbaren Nahrungsmitteln anlegen sollten, um Engpässe wie während des Ersten Weltkriegs zu vermeiden. Sein Antrag blieb unbeantwortet. Im Februar 1938 wandte er sich in Zeitungsartikeln an die Öffentlichkeit und gab Empfehlungen zu Haushaltsvorräten ab. Er stellte Blechbüchsen zur Lagerung von Lebensmitteln zur Verfügung und erteilte Ratschläge für die Vorratshaltung. Seine Konkurrenten äusserten den Vorwurf, es gehe ihm weniger um das Allgemeinwohl als um die Steigerung des eigenen Umsatzes. Die Verbandszeitung der Lebensmittelhändler bezeichnete ihn sogar als Panikmacher, der Ruhe und Sicherheit gefährde. Weit verbreitete Hamsterkäufe während der Sudetenkrise im September 1938 bestätigten Duttweiler in seiner Überzeugung. Als Hitler nach dem Münchner Abkommen seine Aggressionspolitik fortsetzte, sah sich der Bundesrat schliesslich im Februar 1939 dazu veranlasst, die Bevölkerung zum Anlegen von Vorräten aufzufordern.
Im Sommer 1938 hatte Duttweiler die Idee, Nahrungsmittel in Unterwassertanks zu lagern und diese in Schweizer Seen zu versenken. Er schrieb in einem Zeitungsartikel, die Lagerung koste im Vergleich zu oberirdischen Lagerhäusern fast nichts, die konstant tiefe Wassertemperatur von etwa 6 °C mache eine künstliche Kühlung überflüssig und die Tanks seien vor Luftangriffen sicher. Es kam zu einem intensiven Briefwechsel mit Bundesrat Hermann Obrecht, der aufgrund von Meinungsverschiedenheiten zunächst ergebnislos blieb. Duttweiler beauftragte in der Zwischenzeit den Chef des Migros-Labors mit den notwendigen Berechnungen und Experimenten. Im April 1939 gründete er zusammen mit anderen Unternehmern die nicht-gewinnorientierte «Genossenschaft für die Beschaffung und Einlagerung von Rohstoffen und Nahrungsmitteln» (Gerona), die Bundessubventionen in der Höhe von 25'000 Franken zugesprochen erhielt. Ende Juli 1939 versenkte die Gerona bei Därligen einen Tank mit 230 Tonnen Getreide im Thunersee. Als sie die «grösste Konservendose der Welt» nach viereinhalb Monaten wieder an Land holte, war der Inhalt einwandfrei konserviert. Dennoch gab es wegen behördlichen Widerstands keine weiteren Unterwasserlagerungen im grossen Stil, und die Gerona löste sich auf. Auf eigene Kosten versenkte er Fässer im Alpnachersee, welche in den 1960er-Jahren allesamt geborgen wurden.
Im Oktober 1937 reichte Duttweiler im Nationalrat ein Postulat ein mit dem Ziel, 1000 Flugzeuge für die Schweizer Luftwaffe anzuschaffen und 3000 Piloten auszubilden. Um die Ausbildung voranzutreiben, gründete er im August 1938 die Genossenschaft In Memoriam Bider/Mittelholzer/Zimmermann. Das Vorhaben verlief im Sande, da die von der Genossenschaft ausgebildeten Piloten oft nicht der Luftwaffe zum Militärdienst zugeteilt wurden und weite Teile der Armeeführung die Grenzbefestigung als bedeutend wichtigere Abwehrmassnahme ansahen. Nach einem Jahr stellte die Genossenschaft ihre Tätigkeit ein. Kurz nach Ausbruch des Zweiten Weltkriegs schlug Duttweiler dem Eidgenössischen Kriegstransportamt (KTA) vor, einen Lastwagenkonvoi zu bilden, um die Einfuhr lebenswichtiger Güter über Südfrankreich sicherzustellen. Das KTA erkannte kein Bedürfnis, weshalb er im Mai 1940 in den USA auf eigene Rechnung 50 Lastwagen kaufte. Obwohl General Henri Guisan die Aktion unterstützte, lehnte es der Ständerat einstimmig ab, über eine Kostenübernahme des Bundes auch nur zu diskutieren. Da die Lastwagen wegen des fehlenden diplomatischen Schutzes nicht nach Europa gebracht werden konnten, verkaufte Duttweiler sie der United States Army mit einem ungewollten Gewinn von rund 400'000 Franken. Ein Jahr später war das KTA doch noch gezwungen, Konvois bei deutlich gestiegenen Kosten zu organisieren.
In einem Brief an General Guisan beklagte sich Duttweiler im Juni 1940 über die Praxis der Schweiz, weiterhin Kohletransporte zwischen Deutschland und Italien zuzulassen. Er schlug vor, im Gotthardtunnel und im Simplontunnel Sprengstoff anzubringen, um ein diplomatisches Druckmittel zur Verfügung zu haben. Im Falle einer Sprengung sollte das Geröll vermint werden, sodass der Kohletransport nach Italien für lange Zeit zum Erliegen käme. Die Schweizerischen Bundesbahnen lehnten den Vorschlag ab, da der Güterverkehr als sichere Einnahmequelle aufrechtzuerhalten sei. Ab Mai 1941 beteiligte sich die Migros am Aufbau der Schweizer Hochseeschifffahrt. Zusammen mit Geschäftspartnern gründete sie die Maritime Suisse SA, die für den Lebensmitteltransport zwei alte Frachtdampfer erwarb. Duttweiler gehörte dem Verwaltungsrat dieser Reederei an. Nach zwei Jahren wollte Marc Bloch, einer der Teilhaber, die Aktienmehrheit an sich reissen. Dies tat er offenbar auf Druck des KTA, das Duttweiler politisch schaden wollte (Bloch hatte enge Beziehungen zur extremen Linken in Genf). Unter diesen Umständen hielt es die Migros für angebracht, ihre Aktien im September 1943 mit Verlust zu verkaufen.
Duttweiler unterstützte tatkräftig die Geistige Landesverteidigung, eine offizielle politisch-kulturelle Bewegung, die als «schweizerisch» wahrgenommene Werte und Bräuche schützen wollte, um totalitäre Ideologien abzuwehren. Ende 1939 war er Herausgeber des Bildbandes Eines Volkes Sein und Schaffen, ein Erinnerungswerk an die Schweizerische Landesausstellung desselben Jahres, das zum Selbstkostenpreis in einer Auflage von 430'000 Exemplaren verkauft wurde. 1940 gehörte er zu den Mitbegründern der Schweizer Patenschaft für Berggemeinden. 1942 organisierte er eine Sammelaktion zugunsten der Kinderhilfe des Schweizerischen Roten Kreuzes, die zwei Millionen Franken einbrachte. Einen grossen Einfluss hatte er auch auf das Schweizer Filmschaffen. Nachdem sich die Migros 1943 massgeblich an der Erhöhung des Aktienkapitals der Filmproduktionsgesellschaft Praesens-Film beteiligt hatte, war Duttweiler ein Mitglied ihres Verwaltungsrates. Die Praesens-Film produzierte Spielfilme, die sich damals als einzige im deutschsprachigen Raum gegen den Totalitarismus auflehnten. Der 1944 uraufgeführte Film Marie-Louise drohte zum Flop zu werden. Duttweiler war jedoch sehr gerührt und kaufte kurzerhand Tausende von Kinokarten, die er an Kundinnen verschenkte, die ausserhalb der Stosszeiten einkauften. Marie-Louise wurde ein kommerzieller Erfolg und zwei Jahre später als erster Schweizer Film überhaupt mit einem Oscar ausgezeichnet.

### Umwandlung der Migros in eine Genossenschaft
Zunehmend reifte bei Duttweiler die Erkenntnis, dass er mit seinem kaufmännischen Handeln auch eine soziale Verantwortung trage. Beispielsweise führte er 1943 bei der Migros ein Label namens Vota ein, das Warenangebote kennzeichnete, die zu fairem Preis, in guter Qualität und unter anständigen Arbeitsbedingungen hergestellt worden waren. Zehn Jahre zuvor hatte er erstmals mit dem Gedanken gespielt, die Migros in eine Genossenschaft umzuwandeln. Dieses Ziel verwirklichte er zunächst im kleinen Rahmen im Kanton Tessin, wo die Migros-Zweigniederlassung von Anfang an als Genossenschaft strukturiert war. Nach einer Statutenänderung im Oktober 1935 liess die Migros ihren Reingewinn nach Abzug der Steuern wohltätigen Zwecken zukommen. Seine Umwandlungspläne machte Duttweiler am 1. Juni 1940 publik. Diesem Schritt waren interne Auseinandersetzungen vorangegangen, in deren Folge Verwaltungsratspräsident Hermann Walder aus dem Unternehmen ausschied. Die übrigen Verwaltungsräte wollten Duttweiler von seinem Vorhaben abbringen und baten Adele Duttweiler-Bertschi, ihren Ehemann umzustimmen. Doch sie stand hinter seiner Entscheidung. Sie machte nur die Auflage, dass einer der Produktionsbetriebe, die G. D. Produktion AG in Basel, zur Sicherheit in seinem Besitz blieb.
Ein Unternehmen mit einem Umsatz von 72 Millionen Franken zu verschenken, erwies sich als juristisch komplexe Angelegenheit. Duttweiler, der die übrigen Aktionäre auszahlte, schrieb dazu: «Wir haben herausgefunden, dass es eine viel heiklere Aufgabe ist, Geld zu verschenken, als Geld zu verdienen. […] Die Umwandlung einer Genossenschaft in eine Aktiengesellschaft ist gesetzlich geregelt, kostet keine Steuern und ist eine einfache Firma-Änderung. Dagegen das Unerhörte der Umwandlung einer Aktiengesellschaft in eine Genossenschaft, das ist gar nicht vorgesehen! Es bleibt nur der Weg der Liquidation und der Neugründung.» Die Überführung der Migros mitsamt ihrer Zweigniederlassungen und Tochtergesellschaften in genossenschaftliche Strukturen begann im Januar 1941 und zog sich über zwölf Monate hin. Die Unternehmensstruktur umfasste zehn autonome regionale Genossenschaften, die zusammen den Migros-Genossenschafts-Bund (MGB) bildeten. Der MGB behielt die Eigenproduktion und besorgte den grössten Teil des Einkaufs, während sich die Genossenschaften hauptsächlich auf den Verkauf konzentrierten. 1940/41 gehörte Hans Müller zu den Mitverfassern der Migros-Genossenschaftsstatuten.
Als Hauptgrund für die Transformation der Migros nannte Duttweiler die Sicherung ihrer gemeinnützigen Ausrichtung. Mit viel Pathos bezeichnete er den Vorgang als «Tatgemeinschaft eidgenössischer Art, gebaut auf dem festen Grund des schweizerischen Allmendgedankens, fernab von manchesterlich-amerikanischer Geschäftsgesinnung.» Neben diesem sozialethischen Motiv spielten auch die wirtschaftlichen Rahmenbedingungen eine Rolle. Entgegen früherer Beteuerungen gab er Ende der 1950er-Jahre zu, dass die ab 1938 zum Zweck der Landesverteidigung und Arbeitsbeschaffung erhobene Ausgleichssteuer ein weiterer Grund gewesen war, da Genossenschaften davon befreit waren. Zudem waren vor 1935 gegründete Genossenschaften vom Filialverbot ausgenommen, sodass er wohl hoffte, die Migros würde bei einer möglichen Gesetzesanpassung ebenfalls davon profitieren. Ein nicht zu unterschätzendes Motiv war seine Furcht vor der Besetzung der Schweiz durch das Deutsche Reich, zumal er im Gegensatz zu anderen Wirtschaftsführern weitaus weniger optimistisch war, was den Kriegsverlauf betraf. Die Enteignung einer Genossenschaft mit Tausenden von Mitgliedern wäre seiner Ansicht nach einem nationalsozialistischen Regime viel schwerer gefallen als jene eines einzelnen Millionärs. Seine Gegner wiederum sahen in der Umwandlung lediglich einen geschickten PR-Schachzug.
Obwohl sich Duttweiler auf die Ideale der Rochdale Society of Equitable Pioneers berief und einen Bezug zu seinem Vater herstellte, bestanden deutliche Unterschiede zur herkömmlichen Genossenschaftsbewegung. Er sah den Nutzen im Wesentlichen darin, dass die Genossenschafter als Konsumenten in der Migros einkauften und so die Absatzmenge erhöhten. Dadurch war es der Migros möglich, ihre Preise zu senken, was wiederum der wirtschaftlichen Situation der Kunden zugutekam. Die Selbsthilfe der Mitglieder beschränkte sich auf die Kundentreue zur Migros, die diese zum «Dienst am Kunden» ermächtigte. Für Duttweiler war die Genossenschaftsbewegung somit nicht eine Alternative zum Kapitalismus, sondern eine harmonisierende Korrektur der kommerziellen Auswüchse und Verwerfungen. Im Kern seiner vage umrissenen Wirtschaftsphilosophie, die er «Soziales Kapital» nannte, stand die soziale Verantwortung innerhalb einer freiheitlichen marktwirtschaftlichen Gesellschaftsordnung, die den Markt als effizientes ökonomisches Ausleseprinzip bejaht. Während die traditionellen, organisch gewachsenen Konsumgenossenschaften pluralistisch waren und aus Rücksicht auf unterschiedliche politische Meinungen eine vorsichtige Geschäftsstrategie verfolgten, galt Duttweiler als unbestrittene charismatische Führungsfigur, weshalb die Migros ihre expansive Stossrichtung beibehielt. Im Unterschied zu den basisdemokratisch organisierten Genossenschaften besass die Migros eine Top-down-Struktur mit einer Machtkonzentration beim Management des MGB, während die in Urabstimmungen gewählten Genossenschaftsräte über keine echte Entscheidungskompetenz verfügten und die Genossenschafter nur bei wenigen strategischen Entscheidungen befragt wurden. Die in einem einzigen Gründungsakt entstandenen Genossenschaften waren völlig frei vom Einfluss fremder Kapitalgeber, aber bestimmten vorgegebenen Prinzipien des MGB unterworfen. Dadurch hatten sie, wie von Duttweiler gewollt, eher den Charakter von Stiftungen.

### Grosszügigkeit und Bescheidenheit

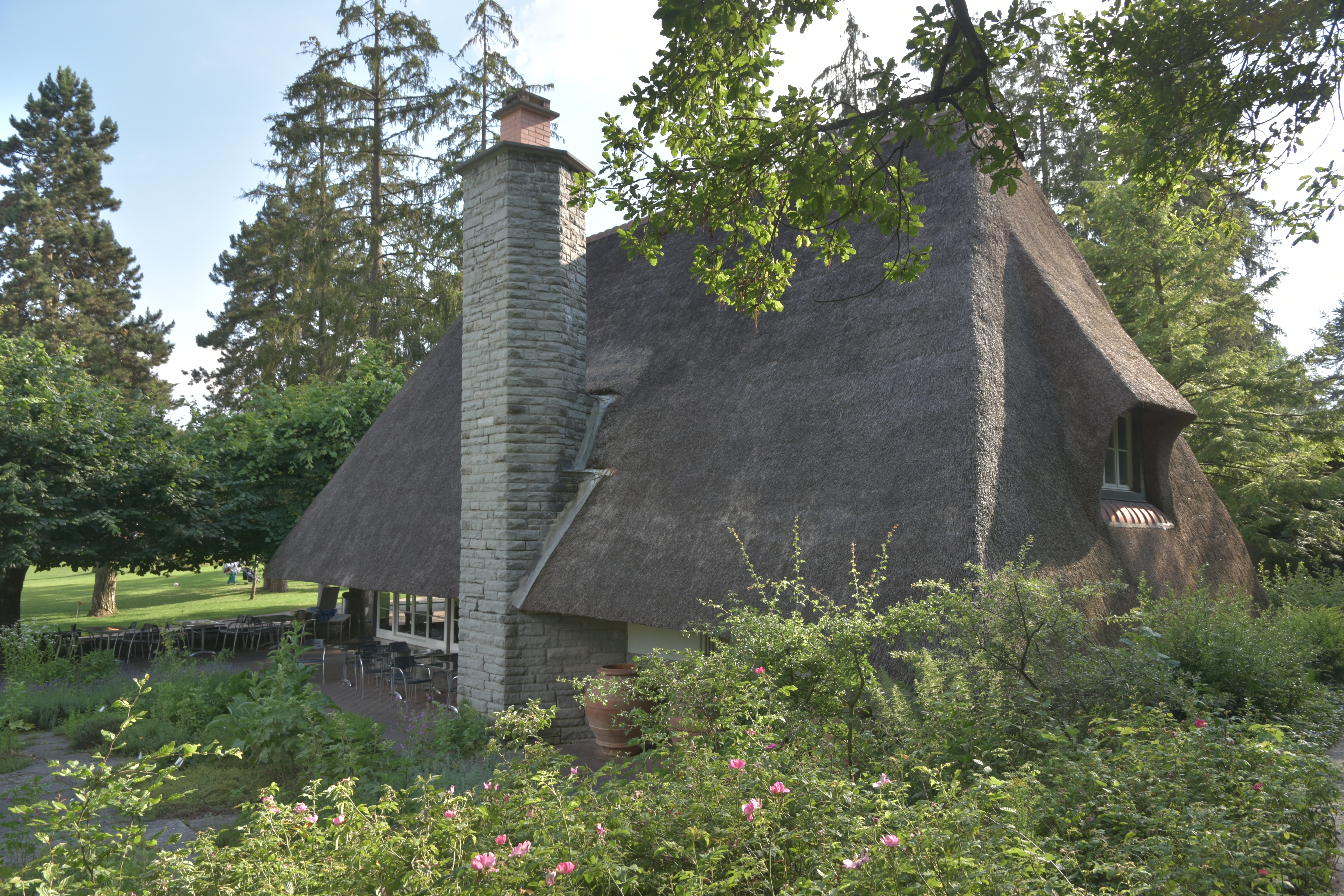
Das Strohhaus im Park im Grüene oberhalb von Rüschlikon

Die Grosszügigkeit war nicht auf die Migros beschränkt. Im September 1939 hatte die unrentable Monte-Generoso-Bahn im Tessin ihren Betrieb eingestellt. Duttweiler erfuhr vom bevorstehenden Abbruch dieser Zahnradbahn und erwarb sie im März 1941 spontan. Er übergab sie an eine neu gegründete Genossenschaft, welche die Anlagen instand setzte und den Betrieb wiederaufnahm. Die Senkung des Fahrpreises um fast zwei Drittel bewirkte im ersten Jahr einen Anstieg der Fahrgastzahlen um das Neunfache, was das langfristige Fortbestehen der Bahn garantierte. 1925 hatte das Ehepaar Duttweiler begonnen, oberhalb von Rüschlikon Grundbesitz zu erwerben. Im Laufe der Jahre kamen insgesamt 45'000 m² Wies- und Waldland zusammen. Am Rande des Geländes liessen sie ein bescheidenes Haus mit Strohdach errichten. Sie beauftragten den Kunstmaler Hermann Gattiker mit der Umgestaltung in einen Park. Kurz nach der Vollendung schenkten sie zu Weihnachten 1946 den «Park im Grüene» (mitsamt dem Haus) dem Migros-Genossenschafts-Bund. Er stand zuerst den Genossenschaftern offen, wenig später der gesamten Öffentlichkeit.
Luxus war Duttweiler mittlerweile völlig unwichtig geworden, und er pflegte einen bescheidenen Lebensstil. Beispielsweise fuhr er einen Fiat Topolino, obwohl er mit seiner grossen und schweren Statur kaum in diesen Kleinwagen passte. Bahnfahrten unternahm er grundsätzlich in der dritten Klasse. Die Sparsamkeit erstreckte sich auch auf den Büroalltag: Briefumschläge mussten als Notizzettel wiederverwendet werden, seine Manuskripte verfasste er auf der Rückseite von zugesandten Todesanzeigen.

### Publizistik und Journalismus
Duttweiler entfaltete eine rege publizistische Aktivität. Die in den Anfangsjahren von ihm selbst konzipierte Werbung richtete sich bewusst an Hausfrauen, dem Hauptkundensegment. Das erste Flugblatt kurz vor Verkaufsstart begann mit den Worten: «An die Hausfrau, die rechnen muss! – An die intelligente Frau, die rechnen kann». Es führte aus, weshalb die Lebensmittel zu derart tiefen Preisen angeboten werden konnten und endete mit der kecken Drohung, das Geschäft bei ausbleibendem Erfolg zu schliessen: «Entweder siegen die lieben alten Einkaufsgewohnheiten, die Reklame und die Schlagwörter – oder der erhoffte Zuspruch stellt sich ein; diesfalls können wir die Preise möglicherweise noch ermässigen, andernfalls müssen wir diesen ernsthaften Versuch, den Konsumenten zu dienen, aufgeben.» Zwar sorgten die Verkaufswagen für Aufsehen, wo immer sie anhielten, doch auch die Migros war auf Werbung angewiesen. Dies gestaltete sich insofern schwierig, als Verbände und Konkurrenten die Verleger kleinerer Zeitungen massiv unter Druck setzten, sodass sie oft keine Inserate annahmen. Nebst Fahrplan und Preisliste enthielten die Flugblätter stets auch einen von Duttweiler und Elsa Gasser verfassten Textteil mit kurzen Kommentaren und Analysen sowie den Zielen der Migros. Daraus entwickelte sich Migros – Die Brücke, eine mehrseitige Gratiszeitung, die an alle Haushalte im Einzugsgebiet verteilt wurde und das wichtigste publizistische Instrument der Anfangsjahre darstellte.
Mit zunehmender Gegnerschaft verspürte Duttweiler das Bedürfnis, sich seinen Kunden direkt mitzuteilen. Er war sein eigener Pressechef, anstatt wie andere Unternehmer die Öffentlichkeitsarbeit zu delegieren und anonym im Hintergrund zu bleiben. Im Bestreben, sich in den Mittelpunkt zu stellen und sich damit angreifbar zu machen, dürfte Eitelkeit eine gewisse Rolle gespielt haben. Sein Gang in den Journalismus war aber auch eine natürliche Folge seines Sendungsbewusstseins. Es ging ihm nicht einfach nur darum, Waren möglichst günstig zu verkaufen, sondern er wollte auch Gesinnungen, Bekenntnisse und Forderungen vermitteln sowie ganz prinzipiell verstanden werden. Er ging dazu über, längere Artikel zu schreiben, die ab 17. Dezember 1927 wöchentlich in Form halbseitiger Inserate in bis zu 30 Zeitungen erschienen. Während die erste Ausgabe noch Migros Nachrichten hiess, erfolgte vier Tage später die Umbenennung in Zeitung in der Zeitung. Zu Beginn wusste die Öffentlichkeit nicht, wer die Artikel überhaupt schrieb. Erst in der 140. Ausgabe gab sich Duttweiler als Autor zu erkennen. Als einzelne Verlage dem Druck der Migros-Gegner nachgaben und die Inserate nicht mehr annahmen, wehrte er sich, indem er die abgesprungenen Zeitungen jeweils prominent erwähnte und so den Ärger der treuen Leserschaft auf die Verlage lenkte. Andere Verlage schlossen Kompromisse und verweigerten die Zeitung in der Zeitung nur dann, wenn sie Angriffe auf inserierende Firmen enthielt. 1350 dieser Textinserate, in denen er Werbung und Konsumpolitik verquickte, schrieb Duttweiler im Laufe der Jahrzehnte.

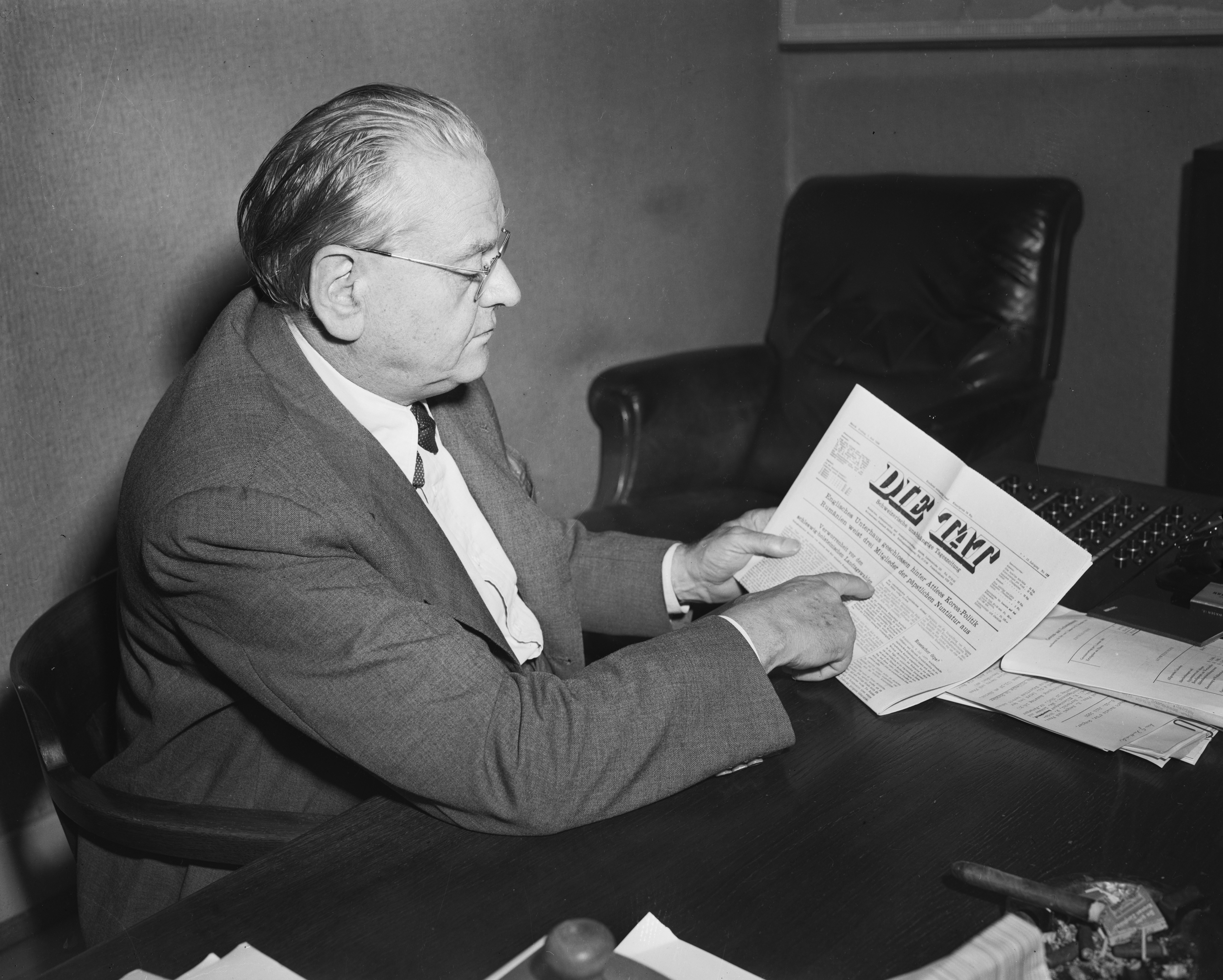
Duttweiler liest Die Tat (1950)

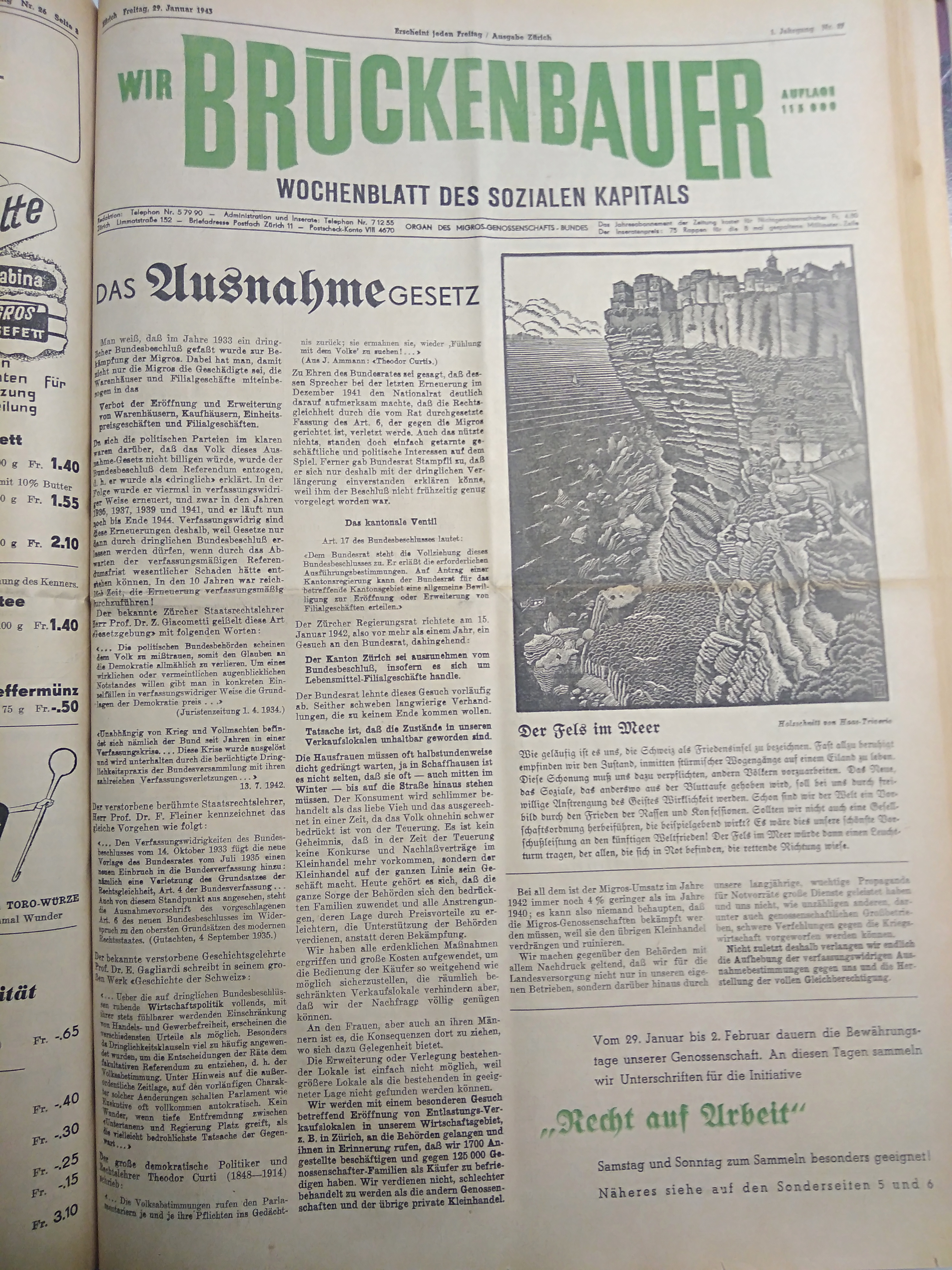
Ausgabe von Wir Brückenbauer vom 29. Januar 1943

Nach der Wahl in den Nationalrat benötigte die Gruppe der Unabhängigen ein eigenes Organ. Ab 12. November 1935 brachte Duttweiler die Wochenzeitung Die Tat heraus. Er betrachtete sie als «ein einfaches, ernstes wöchentliches Rechenschaftsberichts-Blättlein der 7 Unabhängigen für ihre Freunde». Als Motiv für die Zeitungsgründung nannte er auch die Abwehr des Nationalsozialismus in der Schweiz: «Es war im Fronten-Frühling 1935. Es galt dem Geschrei der schweizerischen Nazi-Jünger etwas Saftiges entgegenzustellen.» Vier Jahre später wandelte Duttweiler die Tat in eine Tageszeitung um, die erstmals am 2. Oktober 1939 erschien und ihren antinazistischen Kurs beibehielt. Duttweiler arbeitete anfangs mit Begeisterung mit, zog sich aber mehr und mehr zurück, da es ihm schwerfiel, über aktuelle Ereignisse zu berichten. Mit dem temperamentvollen Chefredaktor Erwin Jaeckle stritt er sich häufig, trotz einer Auflage von 40'000 Exemplaren war die Tat kaum je selbsttragend (die Folge eines Inserateboykotts der Markenartikel-, Alkohol- und Tabakfabrikanten). Die Migros beglich die Defizite, auch der mit Duttweiler befreundete Bauunternehmer Ernst Göhner schoss regelmässig Geld ein. Ein Jahr nach der Umwandlung der Migros in eine Genossenschaft erschien am 30. Juli 1942 erstmals Wir Brückenbauer, eine Gratis-Wochenzeitung für alle Genossenschaftsmitglieder. Mit ihr konnte Duttweiler wesentlich enger mit seinen Kunden in Kontakt treten als mit der Zeitung in der Zeitung; Woche für Woche verfasste er den Leitartikel.
Für seine Publikationen schrieb Duttweiler insgesamt fast 3000 Artikel, Kommentare und Glossen. Sie befassten sich mit wirtschaftlichen Problemen, politischen Auseinandersetzungen sowie sozialen und kulturellen Fragen, enthielten Vorschläge und Aufrufe an Behörden, Berichte aus erster Hand von den Gerichtsprozessen, aber auch Humoristisches. Wenn ihn etwas besonders ärgerte, griff Duttweiler gerne auf Sarkasmus zurück. Ein grosses Anliegen waren ihm besinnliche Texte zu weltlichen und kirchlichen Feiertagen, in denen er sich auf historische Ereignisse, die Bibel sowie berühmte Dichter und Denker berief. Sein Schreibstil war stark von seiner Persönlichkeit geprägt, das heisst seine Artikel waren meist leidenschaftlich, kraftvoll und gespickt mit Wortspielen, Redensarten, literarischen Zitaten und bildhaften Schilderungen. Gasser beschrieb 1948 seine Arbeitsweise wie folgt: «Die allermeisten Artikel werden in stürmischem Tempo diktiert, man möchte fast sagen: rausgespuckt. Die üblichen Zwischenspiele – Telefon, Öl- oder Kaffeeprobieren, Gespräche über Einkaufs- und andere Dispositionen – mögen den Faden wohl zehnmal unterbrechen, aber den Autor nicht aus dem Gleichgewicht bringen. […] Die Gedanken und die Worte überstürzen sich, dem Verständnis des Lesers werden hohe Sprünge zugemutet, aber dafür steckt auch etwas drin. […] Sein Ehrgeiz als Journalist besteht darin, etwas zu drucken, das den Professor und die Waschfrau interessiert und beiden verständlich ist.»

### Weiteres politisches Wirken
Duttweiler prägte die von ihm mitbegründete Partei weiterhin, wegen seines autoritären Führungsstils und aus ideologischen Gründen entstand aber eine Kluft zwischen ihm und den meisten LdU-Nationalräten, die sein soziales Engagement als «Abgleiten nach links» empfanden. Besonderen Unmut erregte die Tatsache, dass er sich stets gegen das Verbot der Kommunistischen Partei ausgesprochen und 1942 bei den Genfer Kantonsratswahlen eine Wahlliste unterstützt hatte, die Anhänger des Kommunisten Léon Nicole und des Faschisten Georges Oltramare vereinte. Duttweiler hatte dabei betont, dass es den Werten der Schweiz eher entspreche, die politischen Extreme in den demokratischen Prozess einzubinden, als sie und ihre Wähler in die Illegalität zu treiben. Ein weiterer Kritikpunkt war, dass er sich im April 1943 ohne Absprache mit der Fraktion in den Zürcher Kantonsrat hatte wählen lassen (diesem gehörte er in der Folge acht Jahre lang an). Als er am 15. Juni 1943 seine Kandidatur als Nationalrat bekanntgab, stellte sich die Fraktion (mit Ausnahme von Otto Pfändler) gegen ihn und warf ihm Eigenmächtigkeit vor. Parteiintern machte das vermutlich von Bundesrat Eduard von Steiger zugespielte «Dossier B» die Runde. Darin behauptete Marc Bloch, ehemaliger Teilhaber bei der Maritime Suisse SA, dass Duttweiler ihn beauftragt habe, für den Wahlkampf der Kommunisten Léon Nicole und André Ehrler 12'800 Franken zukommen zu lassen. Eine vom LdU einberufene Untersuchungskommission kam zum Schluss, dass Blochs Behauptungen nicht der Wahrheit entsprachen. Als die Delegiertenversammlung am 30. September Duttweilers Kandidatur bestätigte, kam es zum endgültigen Bruch. Einen Tag später stellten die Dissidenten eine eigene Wahlliste auf, die «Unabhängig-freie Liste». Bei den Nationalratswahlen vom 31. Oktober 1943 setzte sich der Duttweiler-Flügel durch (er selbst wurde im Kanton Zürich gewählt). Als einziger Dissident errang Heinrich Schnyder einen Sitz und trat daraufhin aus dem LdU aus.

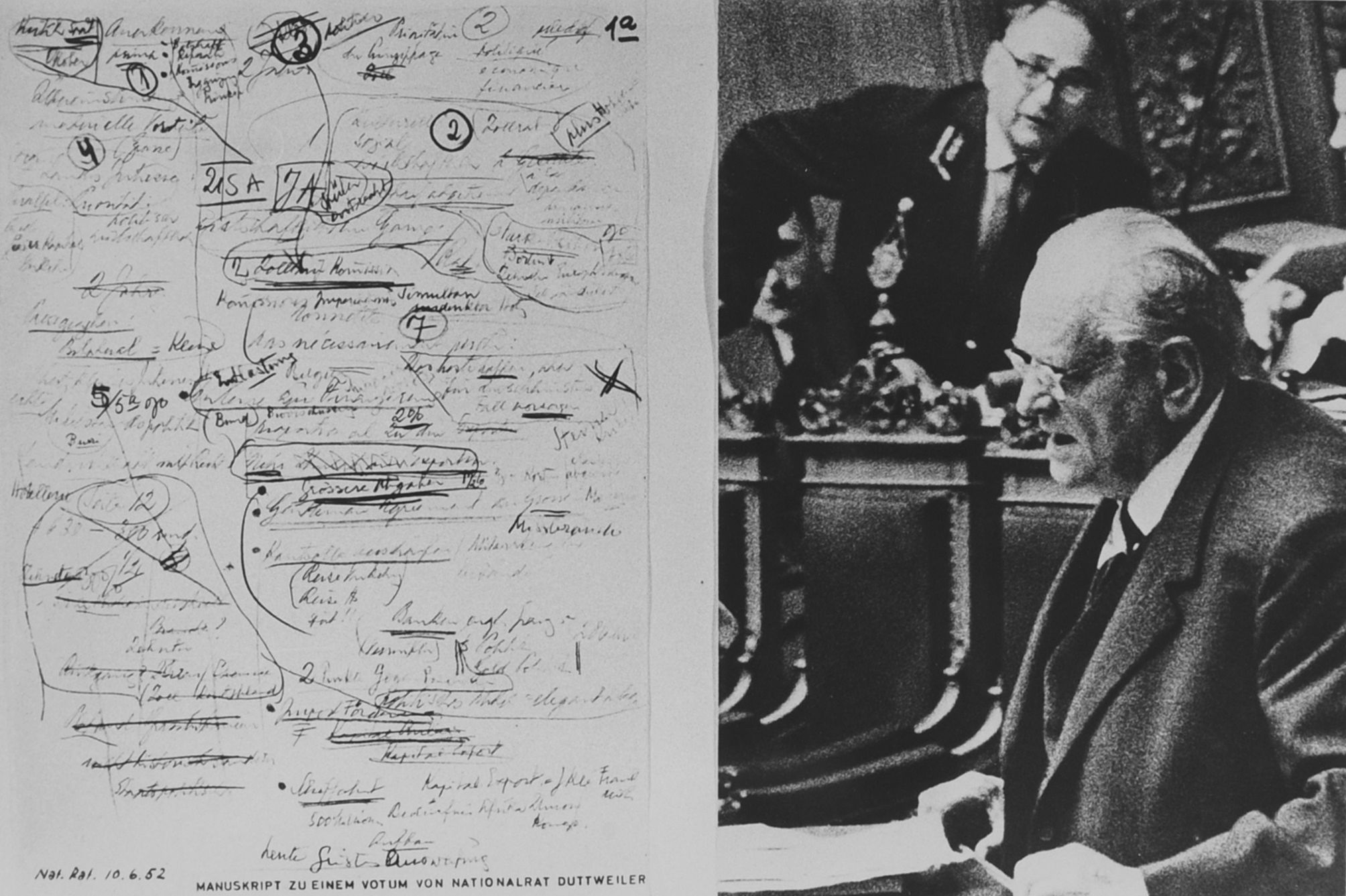
Manuskript für eine Rede im Nationalrat (1952)

Zurück im Parlament, erlitt Duttweiler weiterhin Niederlage um Niederlage, da er kaum je Kompromisse einging. 1944 forderte er mit einer Motion ein Gesetz für eine bis zu zwei Jahre ausreichende Vorratshaltung in unentbehrlichen Rohstoffen und Nahrungsmitteln. Beide Parlamentskammern verschleppten seine Vorlage um mehr als vier Jahre. Duttweiler war angesichts der Machtübernahme der Kommunisten in Osteuropa überzeugt, dass sein Anliegen aktueller denn je sei. Der Nationalratspräsident beendete am 8. Oktober 1948 erneut die Session, ohne die Motion zur Beratung vorzulegen. Duttweiler hatte dies geahnt und sich von einem Bekannten zwei Steine ins Bundeshaus bringen lassen. Kurz nach Sitzungsende zerschmetterte er aus Protest zwei Fensterscheiben in einem Nebenzimmer, von innen heraus. Der Vorfall, den Duttweiler als «letztes wohlüberlegtes, wenn auch verzweifeltes Mittel» bezeichnete, sorgte für grosses Aufsehen. Die Basler Nachrichten schrieben, der Steinwurf sei «nicht nur psychologisch, sondern auch psychiatrisch interesant». Als die Motion zwei Monate später behandelt wurde, stiess sie selbst bei den Mitunterzeichnern auf breite Ablehnung. Duttweilers Beliebtheit schadete es nicht: Am 3. Juli 1949 fand im Kanton Zürich eine Ständerats-Ersatzwahl statt. Obwohl er sich nur zwei Wochen zuvor als Kandidat aufstellen liess, erzielte er das beste Ergebnis. Im zweiten Wahlgang am 11. September setzte er sich deutlich durch und zog in die kleine Parlamentskammer ein. Bei der ordentlichen Ständeratswahl am 28. Oktober 1951 unterlag er hingegen dem FDP-Kandidaten Ernst Vaterlaus. Gleichzeitig hatte er erfolgreich als Nationalrat im Kanton Bern kandidiert und vertrat diesen bis an sein Lebensende.
Duttweiler und der LdU setzten vermehrt auf Volksinitiativen und fakultative Referenden. Diese zielten zumeist darauf ab, dirigistische Massnahmen und auf Sondervollmachten gestützte Notstandsverordnungen zu verhindern oder rückgängig zu machen. Duttweiler war kein doktrinärer Liberaler, der jeden Staatseingriff ablehnte, zumal er kurzfristige Massnahmen durchaus befürwortete. Er wehrte sich aber entschieden gegen dauerhafte Regelungen und die Überführung ausserordentlicher Wettbewerbsbeschränkungen ins ordentliche Recht. Die Referenden verhinderten einen Bedürfnisnachweis für Strassentransporte (1951), eine Bewilligungspflicht für Hotels (1952) sowie eine Beschränkung der Eröffnung von Handwerkergeschäften (1954). Niederlagen gab es beim Landwirtschaftsgesetz (1952), bei der strukturerhaltenden Besteuerung der Tabakindustrie (1952), beim Milchwirtschaftsbeschluss (1960) und beim Uhrenstatut (1961). Ebenfalls erfolglos blieben Initiativen für ein Recht auf Arbeit (1946), ein Kartellverbot (1958) und die Einführung der 44-Stunden-Woche (1958). Nicht direkt beteiligt war Duttweiler bei der Volksinitiative «Rückkehr zur direkten Demokratie», deren Annahme am 11. September 1949 ihm aber zugutekam. Von nun an war es nicht mehr möglich, dringliche Bundesbeschlüsse dem fakultativen Referendum zu entziehen, wodurch Gesetze wie das Filialverbot fortan praktisch nicht durchsetzbar waren.
Ein politisches Thema, das Duttweiler emotional sehr berührte, war die staatliche finanzielle Unterstützung von Auslandschweizern, die während des Zweiten Weltkriegs in die Schweiz geflohen oder ausgewiesen worden waren und ihren Besitz im Ausland zum grössten Teil verloren hatten. Zwei Monate vor Kriegsende gründete er ein Unterstützungskomitee. Mit dem im Mai 1946 vereinbarten Abkommen über deutsche Vermögenswerte in der Schweiz standen 121 Millionen Franken für Entschädigungen zur Verfügung, doch die Umsetzung verzögerte sich um Jahre. Schliesslich legte der Bundesrat im Dezember 1953 den «Bundesbeschluss über ausserordentliche Hilfeleistungen an kriegsgeschädigte Auslandschweizer» vor, um mit dem noch immer nicht verteilten Geld einen «Dispensationsfonds» zu bilden. Duttweiler stellte fest, dass nur etwa jeder zehnte Anspruchsberechtigte entschädigt würde und gab den Propagandafilm Der Prozess der Zwanzigtausend in Auftrag, um auf das Unrecht hinzuweisen. Der LdU ergriff das Referendum und setzte sich in der Volksabstimmung vom 20. Juni 1954 gegen den Widerstand aller Bundesratsparteien durch. Obwohl Bundesrat und Parlament versprachen, den Volkswillen umzusetzen, passierte wieder nichts. Ohne jemanden darüber in Kenntnis zu setzen, fuhr Duttweiler am 24. Juni 1955 nach Genf und trat im Hauptsitz des Internationalen Roten Kreuzes aus Protest in einen Hungerstreik, den er nach vier Tagen abbrach. Ein weiterer Bundesbeschluss vom 13. Juni 1957 berücksichtigte rund ein Fünftel aller Anspruchsberechtigten, die besonders Bedürftigen. Das Unterstützungskomitee wollte sich nicht weiter engagieren, da es sein Vertrauen in die Behörden verloren hatte.

### Rasche Expansion der Migros

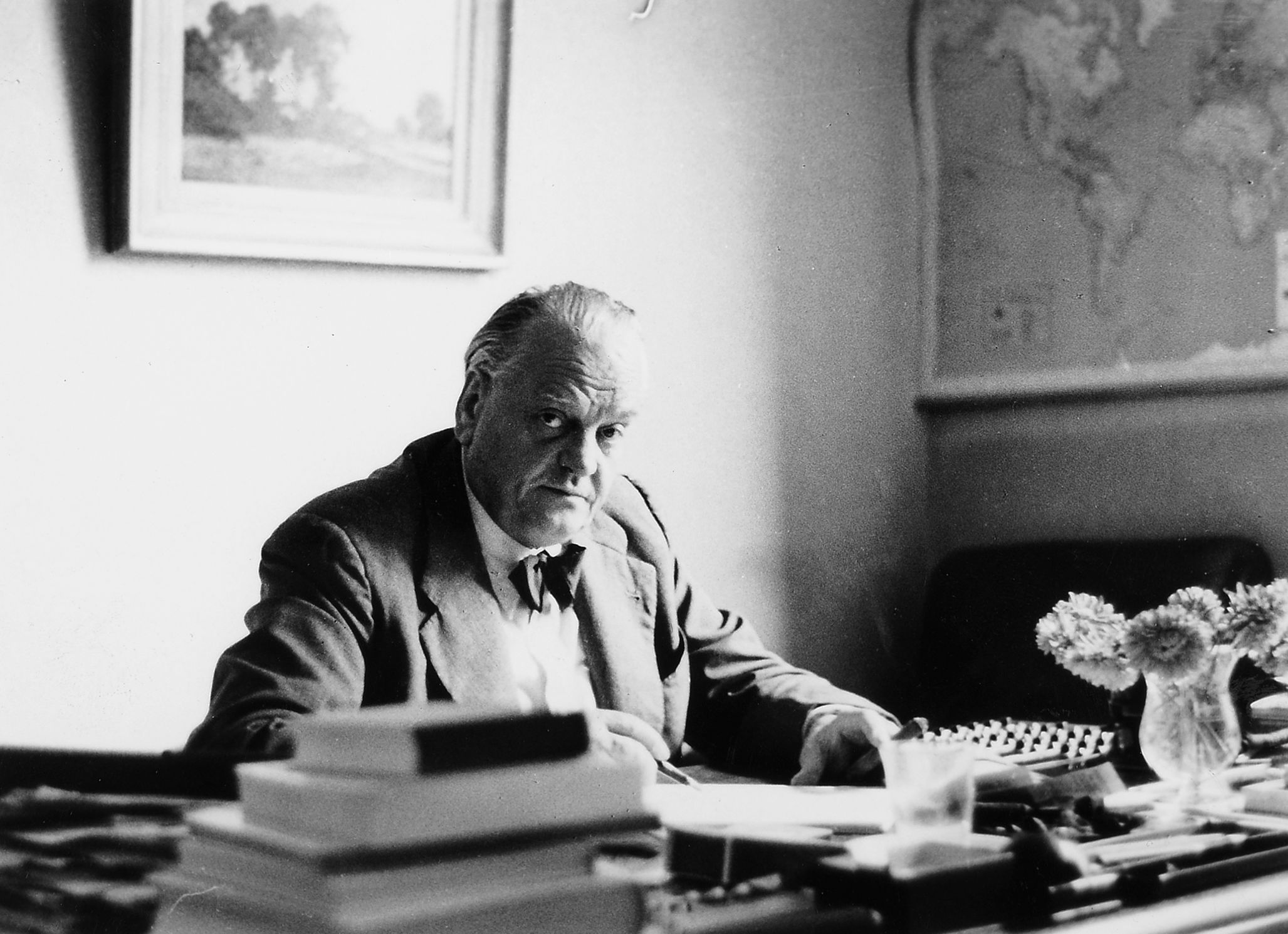
Gottlieb Duttweiler in seinem Büro (ca. 1950)

Mit ihrer rechtlichen Anerkennung als Selbsthilfegenossenschaft am 1. Januar 1945 unterstand die Migros nicht mehr dem Filialverbot, blieb aber noch ein Jahr lang durch eine freiwillige Vereinbarung mit dem SGV an eine Meldepflicht gebunden. Ab 1. Januar 1946 bestanden keinerlei gesetzlichen Einschränkungen mehr. Infolge des Nachkriegsbooms begann eine lang anhaltende Phase des exponentiellen Wachstums. Nur 15 Jahre später überschritt der Umsatz die Marke von einer Milliarde Franken. Auf Geschäftsreisen in die USA lernte Duttweiler die in Europa noch unbekannten Selbstbedienungsläden kennen. Er zögerte zunächst, dieses System ebenfalls einzuführen, da er befürchtete, der persönliche Kontakt zwischen Kunden und Verkaufspersonal könnte verloren gehen. Elsa Gasser, seine volkswirtschaftliche Beraterin, drängte hingegen auf eine möglichst rasche Einführung und konnte ihn überzeugen. Schliesslich erfolgte am 15. März 1948 in Zürich die Eröffnung des ersten Schweizer Selbstbedienungsladens, nur zwei Monate nach der Premiere in Großbritannien. 1951 begann die Migros in den Non-Food-Bereich zu expandieren, 1952 eröffnete sie in Basel und Zürich die ersten Supermärkte Europas.
Duttweilers Stellung an der Spitze der Migros war nicht unangefochten. 1948 forderten die Migros-Genossenschaften in der Romandie die Zulassung des Weinverkaufs, worauf er erstmals eine Urabstimmung durchführen liess. 54,2 % der teilnehmenden Genossenschaftsmitglieder sprachen sich dagegen aus. 1956 überraschte Duttweiler die Führungsgremien der Migros, als er sich für die Einführung eines Rabattsystems aussprach (wogegen er drei Jahrzehnte zuvor energisch gekämpft hatte). Als er intern mit seiner Idee nicht durchdrang, machte er von seinem statutarischen Recht Gebrauch und wandte sich direkt an die Genossenschafter. Diese lehnten sein Ansinnen mit 72,9 % der Stimmen deutlich ab. Inzwischen waren die Medien in den USA auf Duttweiler aufmerksam geworden und zeigten im Gegensatz zur Schweizer Presse Bewunderung für seine Erfolge. Zahlreiche Zeitungen und Zeitschriften veröffentlichten Artikel und Interviews. Verwundert stellten sie fest, dass er einerseits in seiner Heimat als «zu amerikanisch» galt, andererseits aus idealistischen Gründen den grössten Teil seines Vermögens aufgegeben hatte. Die Boston Conference on Distribution, eine Organisation der Stadt Boston und ihrer Handelskammer, nahm ihn 1953 in ihre Hall of Fame auf. Im selben Jahr trat die Regierung der Türkei an Duttweiler heran und fragte ihn um Unterstützung beim Aufbau eines Verkaufssystems nach dem Vorbild der Migros an. Er reiste zu Verhandlungen nach Istanbul und gründete am 1. April 1954 mit lokalen Partnern die Migros Türk, die daraufhin 20 Jahre lang mit der schweizerischen Migros verbunden blieb. Duttweiler selbst trat bereits 1959 aus der Verwaltung zurück.
Auch ausserhalb des Lebensmittel-Detailhandels fiel Duttweiler durch Ideenreichtum auf. Auf seine Initiative hin vermittelte die Migros zwischen Juni 1946 und Februar 1947 über 3000 Haushaltshilfen aus der Provinz Trentino an kinderreiche Schweizer Familien, was die italienische Regierung dazu veranlasste, mit der Schweiz ein Abkommen über die Anwerbung von Arbeitskräften auszuhandeln. Im Juli 1951 beschloss Duttweiler, etwas gegen die hohen Preise für Taxifahrten in Zürich zu unternehmen. Alleine seine Ankündigung, hundert Vauxhall-Taxis aus Grossbritannien importieren zu wollen, sorgte unter den etablierten Taxiunternehmen für Aufregung. Noch bevor die Wagen überhaupt in der Schweiz waren, senkten sie die Tarife um rund ein Drittel. Duttweiler hatte erreicht, was er wollte und vereinbarte einen «Nichtangriffspakt» im «Taxikrieg». Er verkaufte 40 Vauxhall-Taxis an Chauffeure; die übrigen gelangten nach Basel, wo sie ebenfalls für eine Preiskorrektur sorgten. Ab August 1951 verfolgte Duttweiler erneut Schifffahrtsprojekte. Zusammen mit Ernst Göhner gründete er die Reederei Zürich AG. Ein Jahr später stellte die Stülcken-Werft in Hamburg in deren Auftrag zwei Frachtschiffe fertig, die nach den Ehefrauen der Gründer benannt waren, Adele und Amelia. 1954 kam die Rheinreederei AG hinzu, die in die Rheinschifffahrt involviert war (beide fusionierten 1963 zur Rheinreederei Zürich AG). Duttweiler befand, dass die Migros auch ins Finanzgeschäft einsteigen müsse, da die Banken seiner Meinung nach die Kleinsparer vernachlässigten. 1957 entstand die Migros Bank, zwei Jahre später folgte die Gründung der Secura-Versicherung.
Nicht mit allen Ideen hatte Duttweiler Erfolg: Exemplarisch dafür steht das Scheitern der Kleider-Gilde, die er 1944 in Form einer Genossenschaft gegründet hatte und mit der er das Migros-Prinzip auf den Herrenmodehandel ausweiten wollte. Die Gilde vereinte 17 Detaillisten und sieben Fabrikanten, die gemeinsame Kollektionen entwarfen und zu besonders günstigen Konditionen anboten. Aufgrund verschiedener konzeptioneller Fehler und mangelnden Umsatzes löste sich die Kleider-Gilde nach fünf Jahren auf. Nicht über die Planungsphase hinaus kam die Expansion nach Spanien. Dort wurde am 14. April 1960 die Migros Ibérica gegründet, die mit unabhängigen Lebensmittelhändlern kooperieren sollte. Nach nur einem Jahr scheiterte das Projekt an den strengen Kreditrestriktionen der spanischen Banken.

### Kampf gegen internationale Konzerne und Willkür
Im Januar 1947 nahm Duttweiler das Prozessieren wieder auf und verklagte Nestlé wegen unlauteren Wettbewerbs. Er warf dem Lebensmittelkonzern vor, den Inhalt der Kaffeeprodukte Nescoré und Nescafé falsch deklariert sowie heimlich den Frischmilch-Anteil von Kondensmilch reduziert zu haben. Ein Jahr später wurden die Verantwortlichen zu bedingten Gefängnisstrafen und Geldbussen verurteilt, während Nestlé die Deklarationen korrigieren musste. Im Frühjahr 1947 erfuhr Duttweiler von einem Informanten, dass das vom Basler Chemieunternehmen J. R. Geigy hergestellte Neocidpulver, das dem Roten Kreuz und der Schweizer Spende zur Bekämpfung einer Fleckfieber-Epidemie in Rumänien verkauft worden war, einen zu geringen Wirkstoffgehalt aufwies, um effektiv zu wirken. Daraufhin leitete das Volkswirtschaftsdepartement eine Untersuchung ein. Im November 1949 erlitt J. R. Geigy letztinstanzlich eine Niederlage und musste hohe Geldbussen sowie die Rückerstattung des widerrechtlich erzielten Gewinns hinnehmen. Im August 1947 startete Duttweiler einen neuen Angriff auf Unilever: Er warf den «Öltrust-Halunken» (wie er die Konzernleitung konsequent nannte) vor, ihren Einfluss bis in höchste Regierungsstellen auszuüben. Konkret behauptete er, dass Walter Gattiker, der Direktor der zum Unilever-Trust gehörenden Oel- und Fettwerke SAIS, trotz fehlender Qualifikation zum Oberst befördert worden sei; als Gegenleistung seien die Obersten Eugen Bircher und Renzo Lardelli mit Sitzen im SAIS-Verwaltungsrat belohnt worden. Im Mai 1949 kam es zu einem aufsehenerregenden Ehrverletzungsprozess vor dem Schwurgericht in Winterthur. Sekundiert von seinem Anwalt Walter Baechi nutzte Duttweiler diese Plattform, um die Machenschaften von Unilever an die Öffentlichkeit zu zerren. Am 4. Juni, einen Monat vor der Ständeratswahl, wurde er wegen Verleumdung zu zehn Tagen Gefängnis auf Bewährung und einer Geldbusse von 10'000 Franken verurteilt. Im Brückenbauer schrieb er, dass sich der Kampf trotzdem gelohnt habe.
Bereits 1929 hatte Duttweiler erkannt, dass der Benzinpreis im Vergleich zu den tatsächlichen Gestehungskosten viel zu hoch war. 25 Jahre später bot sich ihm die Gelegenheit, gegen das Kartell der Ölkonzerne vorzugehen, als er mit dem unabhängigen Erdölhändler Jean Arnet in Verhandlungen trat. Er stellte ihn sogleich als Direktor an und beauftragte ihn mit der Gründung der Mineralölgesellschaft Migrol, die ab März 1954 eine aggressive Preispolitik im Heizölhandel betrieb und die Konkurrenz zu Preissenkungen zwang. Im September eröffnete die Migrol in Genf ihre erste Tankstelle, der bald mehrere weitere folgten. Über den daraufhin ausbrechenden «Benzinkrieg», der bis zum Jahresende das Preisniveau um durchschnittlich 15 % senkte, berichteten sogar die New York Times und das Wall Street Journal. Mit der Rheinreederei AG verfügte Migrol über eine eigene Versorgungsroute nach Rotterdam und Antwerpen, weshalb Lieferboykotte zwecklos waren. Um auch bei der Verarbeitung des Rohöls unabhängig von den Konzernen zu sein, strebte Duttweiler eine unabhängige Raffinerie an. In Deutschland verhandelte er mit Wirtschaftsminister Ludwig Erhard und Finanzminister Franz Etzel sowie mit der Landesregierung Niedersachsens über den Bau der Erdölwerke Frisia in Emden. Mit Unterstützung der Girozentrale erfolgte die Finanzierung hauptsächlich durch Tausende von Kleinaktionären. Nach 14-monatiger Bauzeit nahm die Raffinerie am 25. August 1960 ihren Betrieb auf. Nur fünf Jahre später zog sich Migrol wegen fehlender Wirtschaftlichkeit aus dem Raffineriegeschäft zurück und verkaufte die Anteile an die Saarbergwerke.
1956 gründete Duttweiler das Büro gegen Amts- und Verbandswillkür, das Menschen helfen sollte, die «unter die Räder der Justiz oder der Verwaltung geraten waren». Mit dessen Leitung betraute er den Journalisten Werner Schmid, was bemerkenswert war, da dieser mit dem Migros-Gründer über zwei Jahrzehnte lang eine scharfe öffentliche Kontroverse geführt hatte. Beispielsweise hatte Schmid ihn in der 1937 erschienenen Schrift Duttweiler – durchleuchtet! als einen «Mann mit Herrschergelüsten» und einen «Napoleonide[n]» bezeichnet. Das von der Migros finanzierte Büro behandelte auf privater Basis Fälle, bei denen sämtliche Rechtsmittel erschöpft waren, oft mit Erfolg.

### Kulturförderung

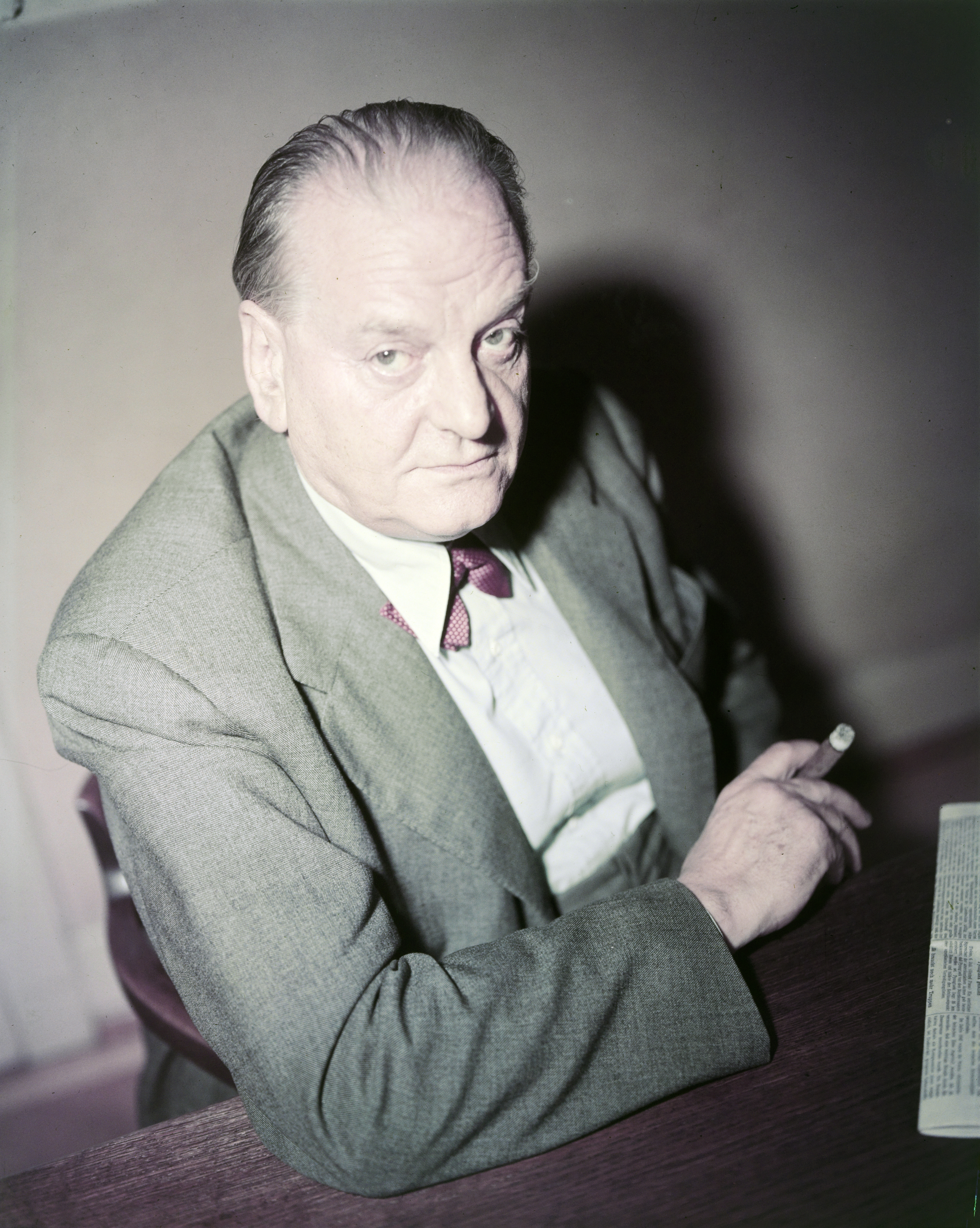
Duttweiler 1956

Im November 1943 rief Duttweiler in einem Brückenbauer-Artikel dazu auf, angesichts des «drohenden Friedensausbruches» vermehrt Sprachen zu lernen, um zur Völkerverständigung beizutragen. Dazu inspirieren liess er sich von einer Umfrage unter Genossenschaftsmitgliedern, die von der Migros die Organisation von Kursen aller Art wünschten. Ein Italienischlehrer bot ihm an, Migros-Angestellte zu unterrichten, doch Duttweiler hatte Grösseres vor. Nach Absprache mit der Migros erschien im März 1944 ein Inserat, das für Sprachkurse zu konkurrenzlos günstigen Preisen warb. Es meldeten sich über 1400 Interessierte, worauf rasch Organisationsstrukturen geschaffen werden mussten, um den unerwarteten Andrang zu bewältigen. Duttweiler begriff, dass Erwachsenenbildung in lockerer Atmosphäre stattfinden musste; Lehrer und Schüler sollten sich wie in einem Klub treffen und miteinander unterhalten können. Damit war auch der Name für das neue Angebot gefunden, Klubschule Migros. Sie bot neben Sprachkursen bald auch Kunst- und Kunstgewerbekurse an. Später bezeichnete Duttweiler die Klubschulen als «Plantagen des guten Willens», da sie jenes «Niemandsland beackerten, das die gewinnstrebige Wirtschaft zu wenig interessant» fand.
Die Konsumgesellschaft der Nachkriegszeit, zu deren Entstehung Duttweiler selbst beigetragen hatte, begann ihm zunehmend fremd zu werden. Er befürchtete, die Menschen würden angesichts des neuen Wohlstands zu wenig für ihre kulturelle Bildung tun, was unweigerlich zu einer «Wohlstandsverblödung» führen würde. Ihm zufolge mussten wachsender materieller Macht stets noch grössere soziale und kulturelle Leistungen zur Seite gestellt werden. Daher betrachtete er es als seine Aufgabe, auch jenen «einfachen Leuten» den Zugang zur Kultur zu ermöglichen, die zuvor aus finanziellen oder sozialen Gründen davon ausgeschlossen waren. Auf seine Initiative hin fanden 1947 erstmals «Klubhauskonzerte» statt – Aufführungen klassischer Musik zu erschwinglichen Preisen und ohne Zwang zu teurer Garderobe, wofür die Migros weltbekannte Chöre, Orchester und Dirigenten engagierte. Später kamen Theateraufführungen, bildende Kunst, Ausstellungen und andere Kulturveranstaltungen hinzu.
Bereits 1941 hatte die Migros begonnen, in regelmässigen Abständen Bücher an ihre Genossenschafter zu verschenken, wofür sie Restbestände literarischer Werke aufkaufte oder Eigenpublikationen (meist Sachbücher) mit hoher Auflagenzahl herausgab. Dadurch sollte es breiten Bevölkerungsschichten möglich gemacht werden, eine eigene Hausbibliothek aufzubauen. 1950 wandten sich die Gründer des Buchclubs Ex Libris an Duttweiler und baten ihn um Unterstützung. Die Migros beteiligte sich und übernahm Ex Libris sechs Jahre später ganz. Das Angebot bestand aus Lizenzausgaben der wichtigsten Verlage des deutschsprachigen Raums, ab 1952 waren auch Schallplatten mitsamt Plattenspielern im Angebot. Mitte der 1950er-Jahre begann Duttweiler Kunstwerke zeitgenössischer Schweizer Künstler anzukaufen, die zunächst zur Dekoration der Migros-Büros dienten. Die über die Jahrzehnte gewachsene Sammlung bildete den Grundstock für das 1996 eröffnete Migros Museum für Gegenwartskunst.

### Sicherung des Lebenswerks und Tod

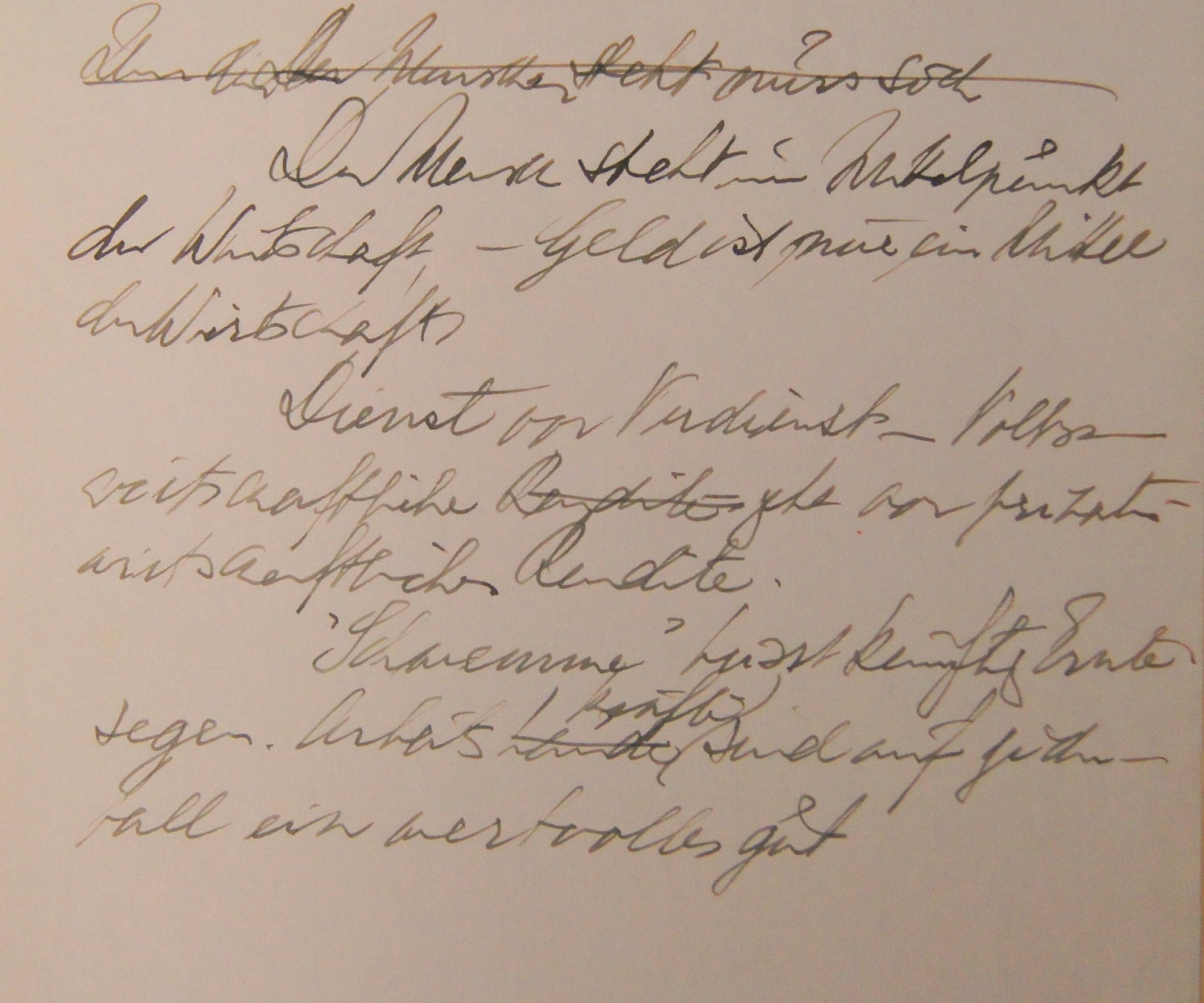
Manuskript von Duttweiler:
«Der Mensch steht im Mittelpunkt der Wirtschaft».

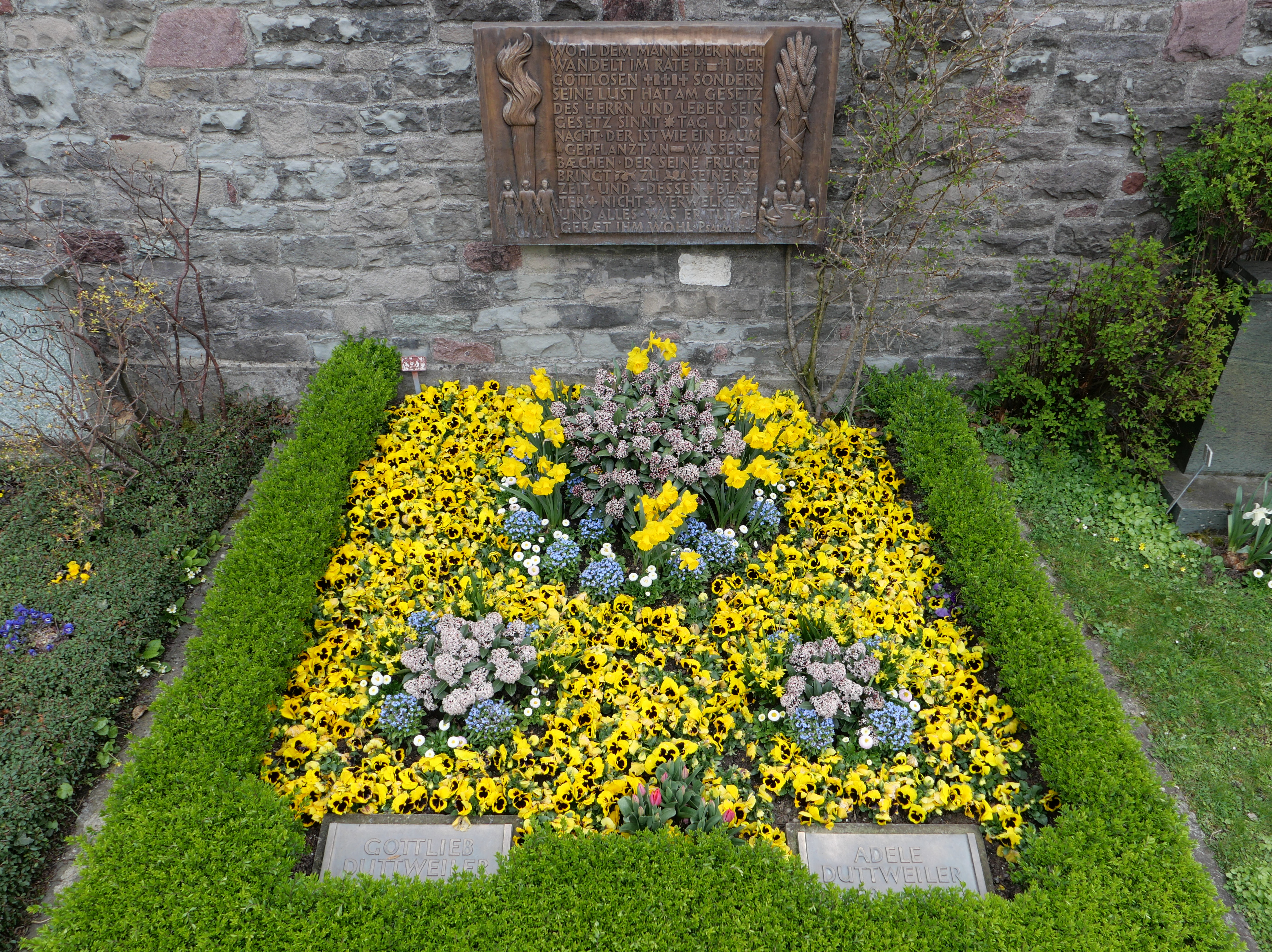
Das Grab von Gottlieb Duttweiler und seiner Frau Adele auf dem Friedhof von Rüschlikon. Die Gedenktafel trägt eine Inschrift mit Passagen aus Psalm 1, 1–3.

Am 29. Dezember 1950 veröffentlichten Gottlieb und Adele Duttweiler 15 gemeinsam erarbeitete Thesen. Als eine Art ideelles Vermächtnis legten sie darin die geistigen Ziele und die moralischen Werte der Migros fest. Sie sind rechtlich nicht bindend, stellen aber Richtlinien dar, auf die sich Führungskräfte und Genossenschaftsräte jederzeit berufen können. Eine der wichtigsten Thesen lautete, dass der Mensch in den Mittelpunkt der Wirtschaft gestellt werden müsse. Zwei Tage zuvor hatte das Ehepaar die Gottlieb und Adele Duttweiler-Stiftung gegründet, die sich insbesondere nach dem Ableben ihrer Stifter dafür einsetzen soll, «dass die von uns bei der Gründung der Migros-Genossenschaften bezweckten Ziele von diesen erhalten und weiterverfolgt werden». Unter anderem soll sie «alle Bestrebungen unterstützen, die im Sinn und Geist der Stifter auf eine freie Entfaltung des Menschen in einer freiheitlichen, aber von sozialer Verantwortung getragenen demokratischen Wirtschaft ausgehen».
Die Delegiertenversammlung des Migros-Genossenschafts-Bundes (MGB) beriet am 30. März 1957 die Neufassung der Statuten. Während neue Verwaltungsstrukturen für das stark wachsende Unternehmen unbestritten waren, sorgte Duttweilers Forderung, dass die Kultur eine gleichberechtigte Stellung neben der wirtschaftlichen Tätigkeit einnehmen müsse, für eine heftige Debatte. Er musste sich von zahlreichen Kritikern vorwerfen lassen, dass er zu selbstherrlich sei und in die Kompetenzen seiner Ressortchefs und Direktoren eingreife. Sogar seine Absetzung schien nicht ausgeschlossen. Schliesslich setzte sich Duttweiler mit 56 zu 35 Stimmen durch. Die Statuten verankerten die Vorstellungen des Ehepaars Duttweiler über die ideellen, sozialen, kulturellen und wirtschaftspolitischen Ziele sowie andere nichtgeschäftliche Verpflichtungen der Migros. Um die dafür notwendigen finanziellen Mittel dauerhaft zu sichern, gründeten der MGB und die angeschlossenen Genossenschaften das auf den 15 Thesen beruhende Migros-Kulturprozent. Dieser wird seither aus einem Prozent des Grosshandelsumsatzes des MGB und einem halben Prozent des Detailhandelsumsatzes der Genossenschaften gespeist.
1960 erarbeitete Duttweiler den Entwurf für ein Manifest, auf dessen Grundlage ein «Weltforum für den Kulturaustausch» geschaffen werden sollte. Künstler, Wissenschaftler, Geistliche und Wirtschaftsführer aus aller Welt sollten zusammengeführt werden, um in Zeiten des Kalten Kriegs realisierbare Vorschläge für die Lösung von Konflikten zu diskutieren und auf eine «Mobilisierung der moralischen Kräfte aller Nationen» hinzuarbeiten – mit dem Ziel, neben dem materiellen auch den geistigen und kulturellen Lebensstandard zu heben. Diese Idee eines «Forum Humanum» blieb unverwirklicht. Bereits 1946 hatten Gottlieb und Adele Duttweiler die Stiftung «Im Grüene» gegründet. Sie hatte zum Ziel, ein Institut ins Leben zu rufen, das wissenschaftliche Forschung auf dem Gebiet des Genossenschaftswesens und der Warenverteilung betreiben könnte. Auch sollte sie Veranstaltungen, Kurse und Versammlungen fördern. Den Grundstein für das Institut, das im Park im Grüene in Rüschlikon entstand, legte Duttweiler am 17. Februar 1962.
Am 18. März 1961 erlitt Duttweiler einen Herzinfarkt und verbrachte danach zweieinhalb Wochen im Krankenhaus. Einen Kuraufenthalt in Bad Nauheim brach er nach drei Wochen aus Langeweile ab. Trotz Mahnungen der Ärzte, sich zu schonen, absolvierte er bald wieder sein gewohntes Arbeitspensum. Auch als er im Januar 1962 an einer Lungenentzündung erkrankte, fehlte ihm die Geduld. Getrieben von der Arbeit, verlor er am 4. Juni wegen einer Hirnembolie das Bewusstsein; vier Tage später starb er im Alter von 73 Jahren. Die Abdankungsfeier fand am 13. Juni 1962 im Zürcher Fraumünster statt, an der unter anderem Friedrich Traugott Wahlen als Vertreter des Bundesrates teilnahm. Der Andrang war so gross, dass die Feier auch ins Grossmünster, in die Wasserkirche und in die Kirche St. Peter übertragen werden musste. Tausende weitere Menschen versammelten sich auf den Strassen davor, um die letzte Ehre zu erweisen. Zahlreiche Zeitungen – auch solche, die ihn zuvor jahrzehntelang attackiert hatten – veröffentlichten wohlwollende Nachrufe. Die Nachfolge an der Spitze des Migros-Genossenschafts-Bundes übernahm Duttweilers Neffe Rudolf Suter, ein Mann, der mit dem Betrieb vertraut und – besonders wichtig für den Verstorbenen – an Kultur interessiert war.

## Erinnerung, Rezeption und Nachwirkung

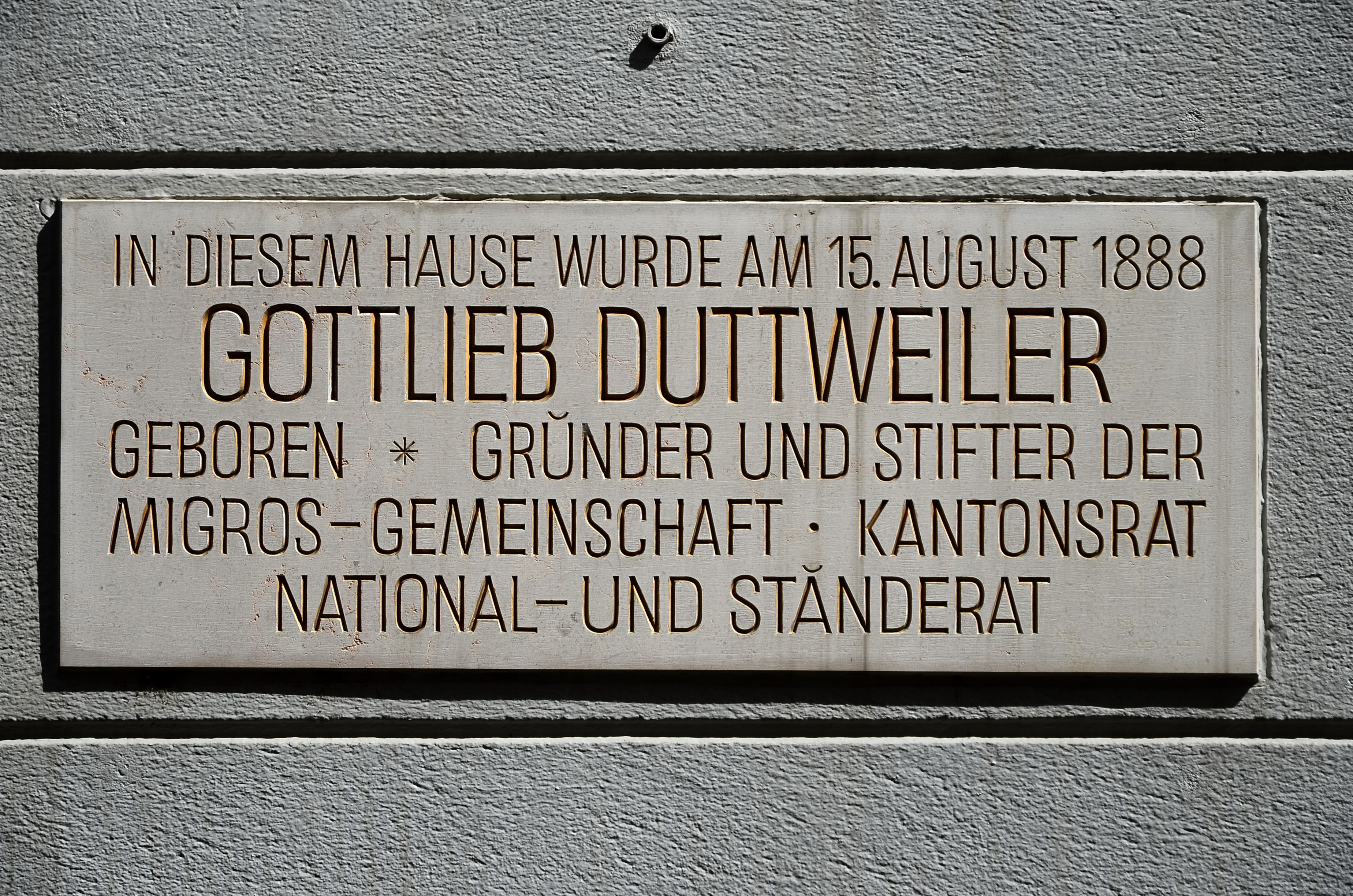
Gedenktafel an Duttweilers Geburtshaus in Zürich

Duttweiler war 1958 von der Gemeinde Capolago für seine Verdienste um den Erhalt der Monte-Generoso-Bahn zum Ehrenbürger ernannt worden. Er liegt auf dem Friedhof von Rüschlikon begraben, der sich in unmittelbarer Nachbarschaft zum Gottlieb Duttweiler Institut (GDI) befindet. Die nach ihm benannte erste Denkfabrik der Schweiz nahm am 1. September 1963 ihren Betrieb auf. Das GDI erforscht und diskutiert Konsum, Handel und Gesellschaft sowie aktuelle wirtschaftliche und gesellschaftliche Themen. Seit 1970 verleiht es in unregelmässigen Abständen den Gottlieb-Duttweiler-Preis und ehrt damit Menschen, die sich durch hervorragende Leistungen zum Wohle der Allgemeinheit verdient machen. Am 8. Juni 1972 wurde zum zehnten Todestag die zwei Jahre zuvor erbaute Herdernbrücke in Zürich zu Ehren des Migros-Gründers in Duttweilerbrücke umbenannt. Ebenfalls an ihn erinnert eine Gedenktafel an seinem Geburtshaus. Anlässlich des 100. Geburtstags im Jahr 1988 blickten zahlreiche Schweizer Medien erneut auf Duttweilers Lebenswerk zurück, und das Verkehrshaus der Schweiz in Luzern erhielt seinen Fiat Topolino, der inzwischen einen gewissen Kultstatus erreicht hatte, als Dauerleihgabe überreicht. 2003 gab Die Schweizerische Post zum 125. Geburtstag eine Sondermarke im Wert von einem Franken heraus. Die Stiftung Logistik Schweiz nahm Duttweiler 2019 in die Swiss Supply Chain Hall of Fame auf.
1962 realisierte Gaudenz Meili für das Schweizer Fernsehen den Dokumentarfilm Gottlieb Duttweiler. 1999 drehte Georges Gachot unter dem Titel Kultur für alle einen Film zum 50-Jahr-Jubiläum der Klubhauskonzerte, der sich mit der von Duttweiler begründeten Kulturförderung über das Migros-Kulturprozent befasst. Im Jahr 2000 produzierte Bruno Moll den Dokumentarfilm Der Sozialkapitalist. Im Sommer 2007 kam der Film Dutti der Riese von Martin Witz in die Schweizer Kinos, der sich ausführlich mit dem Leben und Wirken Duttweilers beschäftigt.
Adele Duttweiler-Bertschi überlebte ihren Ehemann um 28 Jahre. Als Präsidentin der Gottlieb und Adele Duttweiler-Stiftung wachte sie bis 1983 über die Einhaltung des Gedankenguts der Stifter. Der Landesring der Unabhängigen erreichte bei den Wahlen 1967 den Höhepunkt seiner Bedeutung mit einem Wähleranteil von 9,1 %, 16 Sitzen im Nationalrat und einem Sitz im Ständerat. In den 1970er-Jahren setzte der schleichende Niedergang der Partei ein. Nach den Schweizer Parlamentswahlen 1999 zählte sie nur noch einen Vertreter im Nationalrat und löste sich im Dezember desselben Jahres auf. Die Tageszeitung Die Tat stellte 1978 ihr Erscheinen ein. Heute ist die Migros das grösste Detailhandelsunternehmen und die grösste private Arbeitgeberin der Schweiz. 2018 erzielte sie mit 106'000 Mitarbeitenden einen Umsatz von 28,5 Milliarden Franken (wovon 23,7 Milliarden auf Detailhandels- und Handelsunternehmen entfallen); das freiwillige Engagement im Rahmen des Migros-Kulturprozents betrug 120 Millionen Franken. Die mehr als 2,2 Millionen Genossenschafter sind in zehn regionalen Genossenschaften organisiert. Verkaufswagen betreibt die Migros seit 2007 keine mehr.

## Einschätzungen
Auch wenn die Migros nicht mehr vollumfänglich den Idealen ihres Gründers folgt – es gibt zwar weiterhin keinen Alkohol und Tabak in Migros-Filialen, doch wird das selbst auferlegte Verbot durch die Läden des 2007 übernommenen Discounters Denner umgangen –, so stellt ihn das Unternehmen dennoch in den Mittelpunkt seiner Geschichte und trägt damit zur Legendenbildung bei. Dem Historiker Thomas Welskopp zufolge verkörpere Duttweiler exakt jenes «menschliche Mass», an dem die Migros weiterhin mit Nachdruck festhalte. In der Rückschau der Überlieferung wirke er geradezu als Inkarnation einer «charismatischen Unternehmerpersönlichkeit», wie sie Joseph Schumpeter um 1910 theoretisch zu greifen versucht hatte. Im Gegensatz zu Schumpeters Definition sei Duttweiler aber eine ausgesprochen öffentliche Persönlichkeit gewesen, die ihre gesellschaftliche Präsenz mit Inbrunst inszeniert habe. Seine sozialutopischen und sozialromantischen Vorstellungen seien gewiss authentisch gewesen. Er habe sich aber in die «ideologische Überschussproduktion» geworfen und die Idee des Sozialen Kapitals entwickelt, weil er im ökonomischen, gesellschaftlichen und sozialen Umfeld der Schweiz jener Zeit nur auf diese Weise seine kaufmännischen und unternehmerischen Neigungen ausleben konnte. Duttweiler habe als Idealist agiert, weil sein pragmatischer Geschäftssinn als solcher in der Gesellschaft keine Anerkennung fand, sondern Anfeindungen und Restriktionen ausgesetzt war.
Gemäss dem Journalisten und Autor Karl Lüönd, der sich intensiv mit Duttweiler beschäftigt hat, komme keine Schilderung seiner Person ohne Widersprüche aus. Er vertritt die Meinung, Duttweiler sei wie viele grosse Persönlichkeiten schwer zu ertragen und anstrengend gewesen. Dennoch sei es ihm gelungen, die Leute um ihn mit seinem Lebens- und Arbeitsstil zu begeistern. Lüönd beschreibt ihn als «herausfordernd, aber ritterlich; rücksichtslos, aber mitfühlend; weitschweifig, aber hartnäckig; chaotisch, aber konzentriert; sackgrob, aber liebenswürdig; aggressiv, aber sensibel». Ebenso attestiert er ihm einen «unerschöpflichen Antrieb» und «vulkanische Arbeitskraft». Einerseits sei er bei den Finanzen vorsichtig und im Tagesgeschäft pingelig gewesen, andererseits in der Kommunikation visionär und abenteuerlustig mit einem spielerischen Einschlag. Viele seiner Ideen entstanden in spontanen Sitzungen mit seinen Mitarbeitern. Adele Duttweiler-Bertschi betonte ausdrücklich das Spielerische seines Charakters und sagte dazu: «Manchmal schaue ich zum Kinde herab, manchmal zum Mann der Tat empor.»
Selbst Duttweilers Gegner kamen nicht darum herum, zumindest ein wenig Respekt vor seiner Leistung zu zeigen. So schrieb die Eidgenössische Preisbildungskommission (Vorgängerin der heutigen Kartellkommission) im Jahr 1934 über ihn: «Überall in der Wirtschaft spielt das persönliche Moment eine sehr grosse Rolle. […] Nirgends aber ist die Person des Leiters und Gründers so sehr Bestandteil der Betriebsdynamik wie bei der Migros A.G. Hier funktioniert dessen Persönlichkeit in besonders ausgeprägter Weise als Betriebsmotor. […] Die Erfolge der Migros beruhen, wie einmal gesagt worden ist, nicht nur auf ihrer betriebswirtschaftlichen Eigenart, sondern auch auf der handelsmessianischen Besessenheit ihres Leiters.»

## Film
- 1962: Gottlieb Duttweiler, Dokumentarfilm Schweizer Fernsehen DRS, Regie: Gaudenz Meili
- 2007: Dutti der Riese, Dokumentarfilm Teleclub, Ventura Film u. a., Regie: Martin Witz